# Li Na
Este es un nombre chino; el apellido es Li.
Li Na (en chino, 李娜; pinyin, Lǐ Nà; Wuhan, 26 de febrero de 1982) es una extenista profesional china. Ganó nueve títulos WTA en individuales entre los que destaca el Roland Garros en 2011 (además de haber llegado a la final del Abierto de Australia del mismo año) y el Abierto de Australia en 2014. Por lo cual se convirtió en la primera persona asiática y la primera tenista china entre varones y mujeres en llegar a una final de Grand Slam y también la primera en haber conseguido un título de Grand Slam en la modalidad de individuales.

## Biografía
Li Na nació el 26 de febrero de 1982 en Wuhan, Hubei, China. A los seis años, Li Na comenzó a jugar bádminton, siguiendo los pasos de su padre. Poco antes de cumplir los ocho años, Li hizo la transición de bádminton al tenis cuando ella y sus padres fueron convencidos por el entrenador Xia Xiyao del club de tenis para jóvenes de Wuhan que este cambio de carrera sería el adecuado para ella. Li se unió al Equipo Nacional de Tenis de China en 1997 y se convirtió en profesional en 1999.
A finales del 2002, Li dejó el equipo nacional de tenis para estudiar a tiempo parcial en la Universidad de Huazhong de Ciencia y Tecnología, donde completó su licenciatura en periodismo en 2009. Los medios de comunicación chinos citan varias razones para esto. Algunos informaron que la relación entre ella y su compañero de equipo, su futuro marido Jiang Shan (姜山), se opuso a la gestión de la selección nacional, algunos informaron que su entrenador Yu Liqiao (余丽 桥) era demasiado estricto y exigente, mientras que otros informes alegó que su solicitud de un entrenador personal no fue tomada en cuenta.
Sin embargo, Li regresó a la selección nacional en 2004. Li se casó con Jiang Shan y este se convirtió en su entrenador personal en el 2006. Li dejó el equipo nacional, así como el sistema estatal de deportes en 2008 en virtud de una política de reforma experimental para los jugadores de tenis. Este cambio es llamado "Fly Alone" (单飞) por los medios de comunicación chinos. Como resultado Li tenía la libertad de escoger su propio cuerpo técnico y pudo mantener más de sus ganancias. Solo un 8 a 12 por ciento de sus ganancias van al gobierno frente al 65 por ciento anterior.

## Carrera Tenística

### 1999-2004: Dominio en el Circuito ITF
Li se convirtió en profesional en 1999, y ese mismo año ganó 3 de los 4 torneos en los que compitió en el circuito de la ITF, dos de los cuales fueron en Shenzhen y el otro en Westende, Bélgica. Como dato extra se proclamó campeona en los 7 torneos ITF en los que participó en la modalidad de dobles.
En el 2000 Li ganó un total de 52 partidos de individuales en el circuito de la ITF, más que cualquier otra jugadora lo haya hecho con anterioridad, eso incluye la cosecha de 8 torneos ITF, incluyendo uno de $50,000; dos de $25,000 y torneos de $10,000 tanto en marzo y abril.
Importantes victorias en el circuito siendo las más notables sobre Flavia Pennetta, Emmanuelle Gagliardi, Maria Elena Camerin, Tamarine Tanasugarn y Yayuk Basuki.
Tras esto en junio de ese mismo año el ranking de Li subió abruptamente hasta convertirse en la n.° 136 de la WTA y todo conseguido a través de torneos ITF, de esta manera se ganó directamente su pase a jugar su primer torneo de la gira de la WTA en el Torneo de Tashkent en donde cayó prematuramente ante Anna Zaporozhanova; pero lo bueno es que en compañía de su compatriota Li Ting lograron coronarse como campeonas en el mismo torneo.
A finales del año Li ganó 4 partidos en la gira de la WTA; además de que su conjunto de títulos de la ITF se incrementó hasta 11. Se destaca su participación en el circuito ITF de dobles en donde conquistó 7 títulos más siendo en compañía de Li Ting se adjudicó 6 títulos.
Li estuvo casi ausente del circuito en el 2001. Ella ganó otros dos torneos $ 25.000 de individuales ITF, derrotando a Roberta Vinci en la final en Ho Chi Min City, Vietnam, y a Liu Nan-Nan en la final de Guangzhou en julio, pero luego jugó solo un partido más por el resto del año, lo que llevó a que su ranking caiga al n.° 303 al cierre del año. 
Ganó su décimo quinto título de dobles en la ITF en el Torneo de Hangzhou en marzo.
En 2002, llegó a través de la calificación para ganar su primer torneo de individuales de $ 75.000 en Midland, EE. UU. en febrero, derrotando a Laura Granville, Perebiynis Tatiana, y Mashona Washington en ruta hacia su título 14° en su carrera.
Posteriormente solo jugaría un partido más el cual perdería ante Zuzana Ondrášková seguida de una larga ausencia del circuito durante los próximos 25 meses.
Las fuentes varían en cuanto a las causas de esta ausencia, los medios de comunicación chinos en su mayoría citaron el conflicto entre ella y el personal de administración y entrenamiento del Equipo Nacional de Tenis de China. Algunos afirmaban que ella solo quería un descanso del tenis profesional para poder concentrarse en sus estudios en la universidad.

### 2004
En mayo del 2004, Li regresó a la actividad después de no haber jugado ni un partido desde el 2002. Aunque estaba sin ranking Li ganó 26 partidos de forma consecutiva para apuntarse 3 torneos de $25,000 y uno de $50,000 aumentando su cantidad de títulos a 18 en total; siendo su racha rota en las semifinales del torneo de Bronx de $50,000 en agosto, siendo la buena noticia que en ese mismo torneo ganó su 16° título de dobles de la ITF y su 17° en general.
Ese septiembre, perdió en la final de un torneo de $ 25,000 ante su compatriota Zheng Jie, antes de volver al circuito de la WTA, proveniente de la clasificación al Torneo de Pekín. Allí, derrotó a Antonella Serra Zanetti, Marta Domachowska, y Nicole Pratt antes de perder en un decisivo tie-break por la segunda ronda frente a la vigente campeona del Abierto de los Estados Unidos, Svetlana Kuznetsova, durante el cual tuvo puntos de partido contra Svetlana Kuznetsova. La rusa después elogió a su rival china, afirmando que se había sentido como si estuviera frente a una jugadora top-5.
A la semana siguiente, Li luchó a través de clasificación en el evento WTA en el Torneo de Guangzhou (un evento Tier IV en el momento, sin embargo, fue ascendido a Tier III), ahí venció a Vera Dushevina, Jelena Jankovic, Kristina Brandi, y Ting Li en el cuadro principal para llegar a la final, donde venció a Martina Suchá para reclamar su primer título WTA. De este modo, se convirtió en la primera mujer china en ganar un evento de la WTA.
Tras lo sucedido esa semana, el lunes 4 de octubre de ese año ella rompió la barrera en cuanto a su ranking al elevarse y entrar en el grupo de las Top-100.
Como un extra a su mejor año en individuales compitió en dos torneos de $50,000 de la ITF, en Shenzhen en donde ganó el primero rotundamente ganando su 19° título de la ITF, siendo su vigésimo título en general, pero perdió en el segundo torneo al caer ante su compatriota Yan Zi.
De esta manera todos estos resultados elevaron su ranking; por lo cual Li cerró el año como la n.° 80 del mundo, en un año en el que ganó 51 partidos en individuales y tan solo perdió 4.

### 2005
En este año Li comunicó a los medios que abandonaría el circuito de la ITF y que a partir de este año en adelante se concentraría solamente en los torneos de la WTA.
Comenzó el año con una presentación en la Segunda ronda en Gold Coast y una presentación en la semifinal de Hobart cayendo ante su compatriota y virtual campeona la china Jie Zheng. Posteriormente arribó en la Tercera ronda del Australian Open, donde derrotó a Laura Granville y a Shinobu Asagoe antes de caer ante la rusa María Sharápova
Tempranamente en febrero, arribó a los cuartos de final en Hyderabad, además paso la ronda de la Clasificación en Doha donde caería en Primera ronda Frente a la suiza Patty Schnyder. Después consiguió una victoria sobre la japonesa Ai Sugiyama pero una vez más fue derrotada por la suiza Patty Schnyder en Dubái.
Después de estar un mes fuera de competencia regresó en el Torneo de Estoril en donde llegaría hasta la final en el cual batió a Stéphanie Cohen-Aloro, Nicole Pratt, Dally Randriantefy, y finalmente a Dinara Safina, para caer ante la checa Lucie Šafářová.
En mayo en Rabat, alcanzó las Semifinales en donde se tuvo que retirar por un esguince en el tobillo derecho cuando el marcador iba nivelado 3-3 en el primer set ante su compatriota Jie Zheng, al llegar a dicha Semifinal Li llegó a su ranking más alto hasta en ese momento alcanzando el n.° 33 del mundo; pero hubo un revés de que dicha lesión la iba a mantener alejada de las canchas durante los siguientes tres meses.
Li volvería al circuito en Los Ángeles donde caería prematuramente en la Primera ronda ante la rusa Anna Chakvetadze. A la semana siguiente en el Torneo de Canadá, Li llegó hasta los octavos de final derrotando anteriormente a Jelena Janković y a María Vento-Kabch, pero cayó ante la rusa Nadia Petrova.
Li cayó derrotada prematuramente en el Abierto de los Estados Unidos en la Primera ronda ante la local Lindsay Davenport; la cual la derrotaría nuevamente en el Torneo de Bali en las Semifinales. Luego caería en la Primera ronda del Torneo de Beijing ante la estadounidense Jill Craybas. A la semana siguiente le tocaba defender su título conseguido el año pasado en Guangzhou, pero lamentablemente caería ante su compatriota Yan Zi en los cuartos de final.
Con este torneo cerró la temporada 2005 habiendo un desplome en su ranking desde la n.° 33 hasta la n.° 56 del mundo, siendo su segundo año consecutivo que acaba en el Top-100.

#### Torneos Disputados
| N.º | Fecha                    | Torneo               | Categoría | Superficie    | Ronda |
| 1.  | 3 de enero de 2005       | Gold Coast           | Tier III  | Dura          | 2R    |
| 2.  | 10 de enero de 2005      | Hobart               | Tier V    | Dura          | SF    |
| 3.  | 17 de enero de 2005      | Abierto de Australia | GS        | Dura          | 3R    |
| 4.  | 7 de febrero de 2005     | Hyderabad            | Tier V    | Dura          | CF    |
| 5.  | 21 de febrero de 2005    | Doha                 | Tier II   | Dura          | 1R    |
| 6.  | 28 de febrero de 2005    | Dubái                | Tier II   | Dura          | 2R    |
| 7.  | 25 de abril de 2005      | Estoril              | Tier IV   | Tierra batida | F     |
| 8.  | 2 de mayo de 2005        | Rabat                | Tier IV   | Tierra batida | SF    |
| 9.  | 8 de agosto de 2005      | Los Ángeles          | Tier II   | Dura          | 1R    |
| 10. | 15 de agosto de 2005     | Toronto              | Tier I    | Dura          | 3R    |
| 11. | 29 de agosto de 2005     | US. Open             | GS        | Dura          | 1R    |
| 12. | 12 de septiembre de 2005 | Bali                 | Tier III  | Dura          | SF    |
| 13. | 19 de septiembre de 2005 | Pekín                | Tier II   | Dura          | 1R    |
| 14. | 26 de septiembre de 2005 | Guangzhou            | Tier III  | Dura          | CF    |

### 2006
Li inició el año con la meta de seguir mejorando en su ranking tanto como en su tenis; por lo cual inicia su año en Sídney, donde derrotó en la primera ronda a la italiana Flavia Pennetta proveniente de la clasificación cayendo ante la gran favorita Kim Clijsters en la segunda ronda por 3-6 y 1-6.
Su siguiente Torneo fue el Abierto de Australia en donde no fue beneficiada en el sorteo puesto que tuvo que enfrentar a la estadounidense Serena Williams en la primera ronda cayendo en tres sets muy ajustados por 3-6, 7-6 y 6-2.
Luego jugó en el Torneo de Pattaya City en donde cayó en la primera ronda ante la canadiense Aleksandra Wozniak, luego en Dubái cayó nuevamente derrotada en la primera ronda ante la eslovaca Daniela Hantuchová, posteriormente se presentó en el Torneo de Catar en donde llegó hasta los cuartos de final derrotando en su camino a la rusa Vera Zvonareva y cobrándose venganza sobre Hantuchova, pero fue derrotada por la virtual campeona Nadia Petrova.
Posteriormente Li haría una respetable presentación en Indian Wells al avanzar hasta la cuarta ronda derrotando en su camino a Anne Kremmer, Iveta Benesová y a la estadounidense Vania King, para después caer ante la rusa Yelena Dementieva. Pero sufrió un revés en Miami al caer en la segunda ronda ante María Sharápova, pero logrando una victoria sobre la japonesa Akiko Morigami.
Posteriormente llegó a la final en Estoril al ser la octava preclasificada acabó con las ilusiones de Kristina Barrois, Katerina Bohmova, Gisela Dulko y a la francesa Emilie Loit; sin embargo, cayó en la definición nuevamente ante su compatriota Jie Zheng después de ganar el primer set por 7-6 y caer en el segundo set por 7-5. Se tuvo que retirar por la lesión del esguince que no la dejaba en paz.
Su siguiente torneo fue en Berlín donde llegó hasta las semifinales en donde derrotó a la serbia Ana Ivanovic, a la italiana Nathalie Vierin, a la colombiana Catalina Castaño, a la suiza Patty Schnyder, pero fue vencida nuevamente por la rusa Nadia Petrova. Luego jugó en Estrasburgo en donde llegó hasta los cuartos de final en donde cayó ante la serbia Jankovic
Para cerrar la temporada de tierra batida se presentó en Roland Garros donde derrotó a la estadounidense Amy Frazier y a la rusa Anna Chakvetadze, pero sucumbió en la tercera ronda ante Svetlana Kuznetsova.
En el Torneo de Birmingham donde era la n.° 13 en la preclasificación, donde derrotó a la estadounidense Mashona Washington y a la griega Eleni Daniilidou, pero cayó en tercera ronda nuevamente ante María Sharápova. Luego jugó en 's-Hertogenbosch en donde se retiró en primera ronda ante la ucraniana Alona Bondarenko.
En Wimbledon se convirtió en la primera china en llegar a los cuartos de final en un Grand Slam, donde derrotó a la francesa Virginie Razzano, a la estadounidense Meilen Tu, a la rusa Svetlana Kuznetsova y a la checa Nicole Vaidisova, para finalmente ser vencida por la belga Kim Clijsters.
Su siguiente torneo fue en Estocolmo, en donde llegó hasta los cuartos de final, donde batió a la estonia Maret Ani y la ucraniana Yuliya Beygelzimer, pero fue derrotada por la búlgara Tsvetana Pironkova.
Posteriormente se trasladó a Montreal para jugar el Masters de Canadá, en donde cayó en la primera ronda ante la local Marie-Ève Pelletier. Luego se fue a New Haven en donde derrotó a la rusa Anastasiya Myskina, pero no se presentó en la segunda ronda ante Mara Santangelo.
Cerró la gira estadounidense en el Abierto de los Estados Unidos donde venció a la española María Sánchez Lorenzo, a la griega Eleni Daniilidou y a la francesa Mary Pierce, pero sucumbió en cuarta ronda ante la posteriormente campeona del torneo la rusa María Sharápova.
Volvió a jugar en Beijing en donde volvió a llegar a los cuartos de final, donde fue dominada por la rusa Svetlana Kuznetsova, no sin antes haber vencido en su camino a las rusas Yelena Vesnina y Vera Dushevina. Nuevamente volvió a caer en los cuartos de final pero esta vez en Guangzhou. Cayó en la primera ronda en Moscú ante la local Yelena Vesnina, lo que fue su último torneo del año.
Así Na Li cerró el año como la n.° 21 del mundo con el mejor año de su carrera en individuales hasta ese entonces.

#### Torneos Disputados
| N.º | Fecha                    | Torneo               | Categoría | Superficie    | Ronda |
| 1.  | 9 de enero de 2006       | Sídney               | Tier II   | Dura          | 2R    |
| 2.  | 16 de enero de 2006      | Abierto de Australia | GS        | Dura          | 1R    |
| 3.  | 6 de febrero de 2006     | Pattaya City         | Tier IV   | Dura          | 1R    |
| 4.  | 20 de febrero de 2006    | Dubái                | Tier II   | Dura          | 1R    |
| 5.  | 27 de febrero de 2006    | Doha                 | Tier II   | Dura          | CF    |
| 6.  | 6 de marzo de 2006       | Indian Wells         | Tier I    | Dura          | 4R    |
| 7.  | 20 de marzo de 2006      | Miami                | Tier I    | Dura          | 2R    |
| 8.  | 1 de mayo de 2006        | Estoril              | Tier IV   | Tierra batida | F     |
| 9.  | 8 de mayo de 2006        | Berlín               | Tier I    | Tierra batida | SF    |
| 10. | 22 de mayo de 2006       | Estrasburgo          | Tier III  | Tierra batida | CF    |
| 11. | 29 de mayo de 2006       | Roland Garros        | GS        | Tierra Batida | 3R    |
| 12. | 12 de junio de 2006      | Birmingham           | Tier III  | Césped        | 3R    |
| 13. | 19 de junio de 2006      | 's-Hertogenbosch     | Tier III  | Césped        | 1R    |
| 14. | 26 de junio de 2006      | Wimbledon            | GS        | Césped        | CF    |
| 15. | 7 de agosto de 2006      | Estocolmo            | Tier IV   | Dura          | CF    |
| 16. | 14 de agosto de 2006     | Montreal             | Tier I    | Dura          | 1R    |
| 17. | 28 de agosto de 2006     | US. Open             | GS        | Dura          | 4R    |
| 18. | 18 de septiembre de 2006 | Pekín                | Tier II   | Dura          | CF    |
| 19. | 25 de septiembre de 2006 | Guangzhou            | Tier III  | Dura          | CF    |
| 20. | 9 de octubre de 2006     | Moscú                | Tier I    | Dura          | 1R    |

### 2007

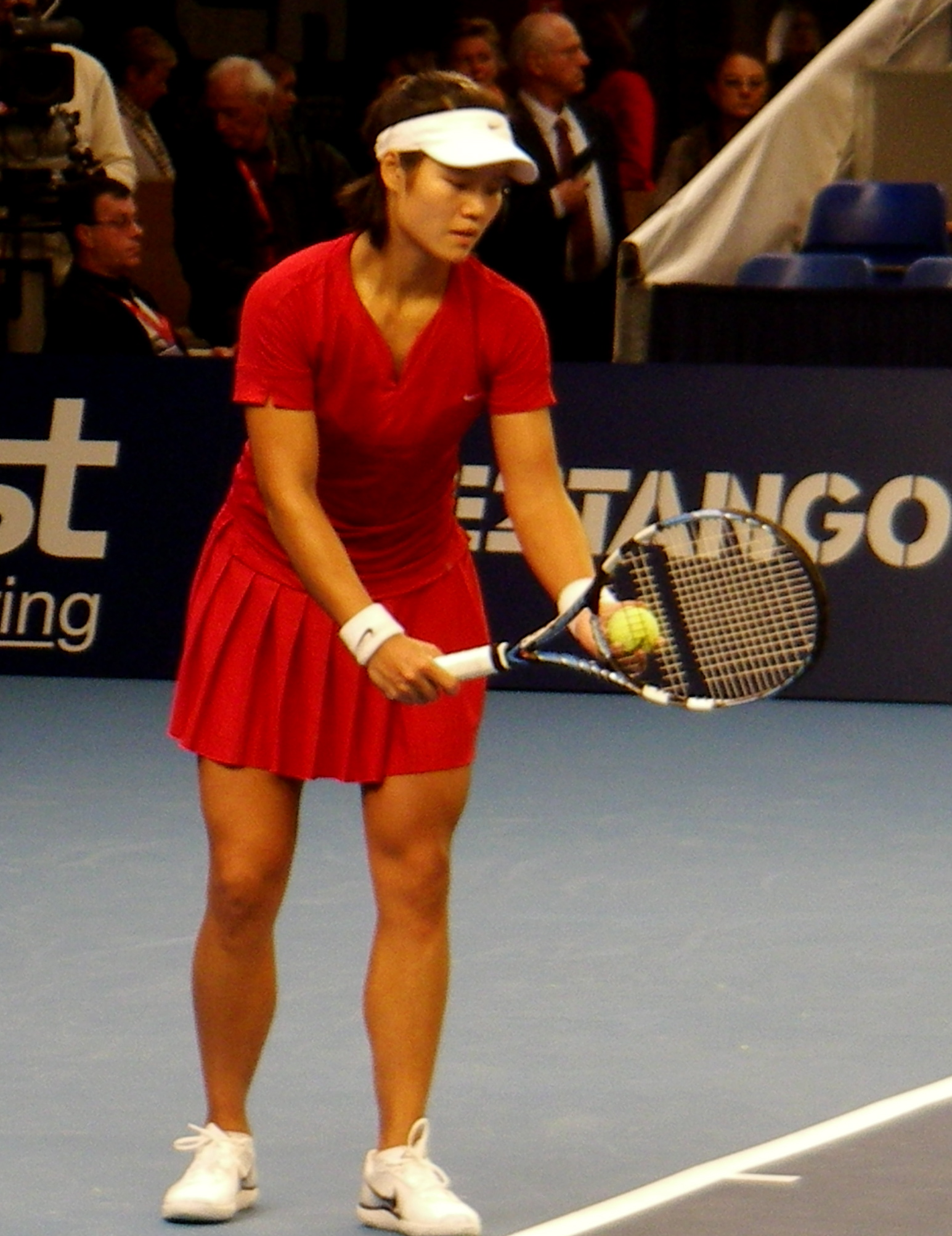
Li Na en el Torneo WTA de Luxemburgo

Li inicia la temporada del 2007 en Gold Coast donde partía como la n.° 6 en la Preclasificación derrotando a la checa Sandra Zahlavova cayendo en la segunda ronda ante la colombiana Catalina Castaño. En el Torneo de Sídney Li arribó a las Semifinales donde caería en un partido muy ajustado ante la belga Kim Clijsters, pero derrotando anteriormente a la italiana Francesca Schiavone, a la rusa Yelena Dementieva y a la eslovena Katarina Srebotnik.
En el Abierto de Australia llegó hasta la Cuarta ronda cayendo ante la suiza Martina Hingis en 3 sets muy cerrados, pero derrotando anteriormente a la rusa Elena Bovina, a la española Lourdes Domínguez Lino y a la rusa Dinara Safina.
Posteriormente se presentaría en el Torneo de Tokio donde derrotaría a la estadounidense Lilia Osterloh, cayendo en la segunda ronda ante la local Samantha Stosur.
Luego haría su aparición en el Torneo de Dubái, donde caería prematuramente en la Primera ronda ante la griega Eleni Daniilidou lo cual sería de las mayores sorpresas en el torneo.
Ante lo ocurrido Li volvió al circuito en el Masters de Indian Wells, donde por su condición de pre-clasificada estuvo exenta de jugar la Primera ronda, por lo cual da iniciada su participación en la Segunda ronda batiendo a la australiana Nicole Pratt, posteriormente hizo lo mismo con la ucraniana Alona Bondarenko, la serbia Jelena Jankovic y la rusa Vera Zvonareva, llegando hasta las Semifinales donde caería ante la eslovaca Daniela Hantuchová en tres sets muy cerrados.

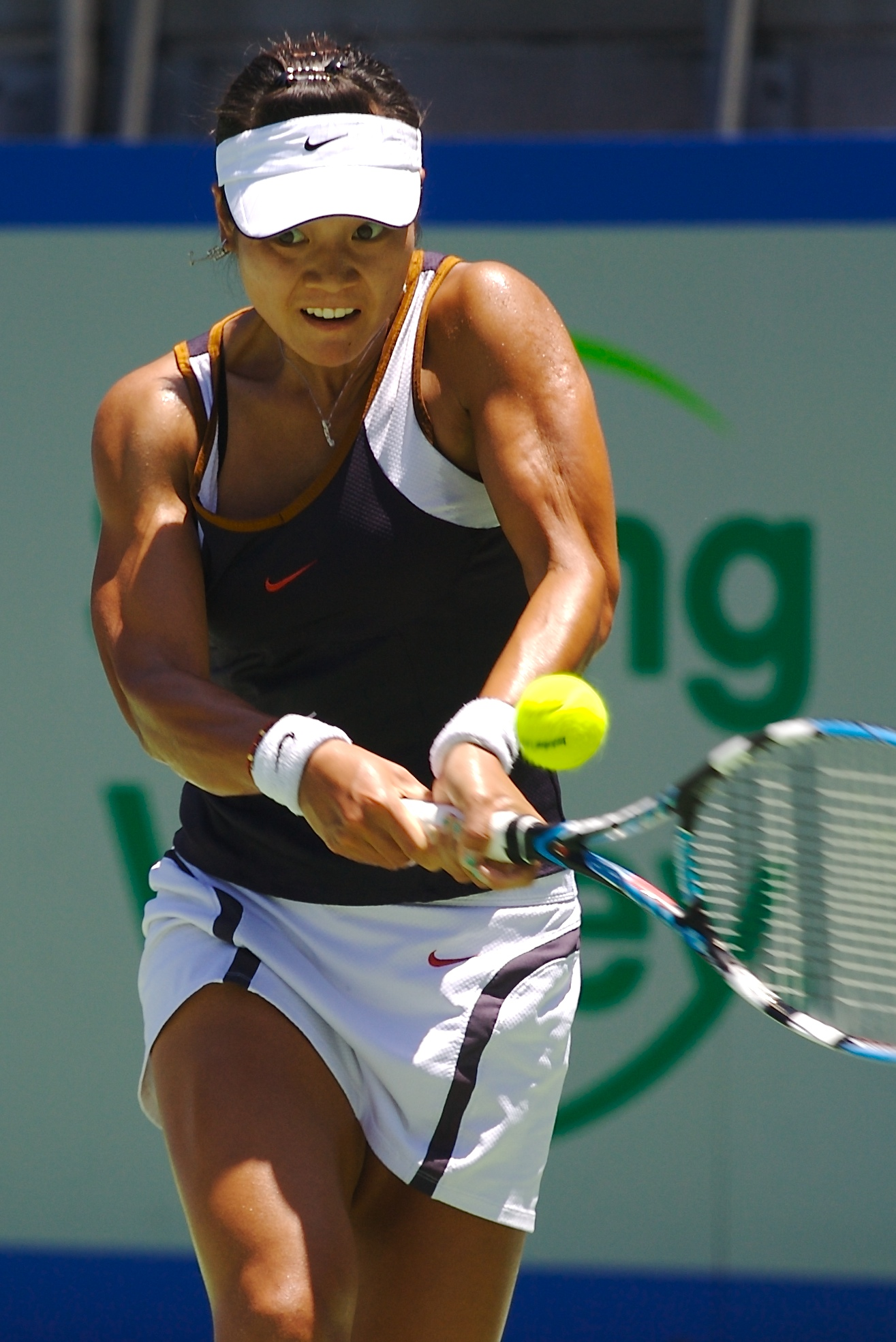
Li en el Torneo de Sídney

Tras lo hecho en Indian Wells Li ingresa al Masters de Miami como la n.° 15 en la Pre-clasificación y por su condición de pre-clasificada daba iniciada su participación en la Segunda ronda donde derrotaría a la austriaca Tamira Paszek, a la eslovena Katarina Srebotnik y a la belga Kim Clijsters para llegar a los cuartos de final, donde caería derrotada ante la rusa Anna Chakvetadze en tres sets muy ajustados.
Seguidamente Li se presentó a jugar el Torneo de Amelia Island, en donde por ser la n.° 7 en la pre-clasificación, inició su participación en la Segunda ronda donde sería sorprendida por la croata Karolina Sprem cayendo prematuramente.
A la semana siguiente Li jugaría en Charleston, donde sería la n.° 8 en la pre-clasificación comenzando a desenvolver su juego en la Segunda ronda donde batiría nuevamente a la australiana Nicole Pratt, para caer en la Tercera ronda frente a la española Anabel Medina Garrigues.
Posteriormente Li jugaría de nueva cuenta en el Torneo de Berlín, donde derrotaría a la rusa Maria Kirilenko, pero caería prematuramente ante la italiana Maria Elena Camerin en la Segunda ronda.
Li no se presentaría a jugar el Masters de Roma debido a una infección estomacal. Pero a la siguiente semana haría su aparición en el Torneo de Estrasburgo, donde llegó hasta los cuartos de final derrotando a la eslovena Maša Zec Peškirič, a la rusa Vera Dushevina cayendo ante la española Anabel Medina Garrigues.
Y llegó el segundo Grand Slam del año Roland Garros donde partía como la n.° 16 en la pre-clasificación derrotando a la alemana Sandra Klösel y a la francesa Pauline Parmentier, pero terminó cayendo en la Tercera ronda ante la austriaca Sybille Bammer.
Li se presentó a jugar en el Torneo de Birmingham, por ser la n.° 4 en la Pre-Clasificación da iniciada su participación en la Segunda ronda derrotando a la kazaja Yaroslava Shvedova, a la ucraniana Yuliana Fedak, caería en los cuartos de final ante la italiana Mara Santangelo, a partir de esta derrota Li informó que no podría continuar en esta temporada debido a una lesión que le afectaba en las costillas dando por cerrada su temporada además de que se perdió Wimbledon y el Abierto de los Estados Unidos, cerrando el año como la n.° 29 de la WTA.

#### Torneos Disputados
| N.º | Fecha                 | Torneo               | Categoría | Superficie    | Ronda |
| 1.  | 1 de enero de 2007    | Gold Coast           | Tier III  | Dura          | 2R    |
| 2.  | 8 de enero de 2007    | Sídney               | Tier II   | Dura          | SF    |
| 3.  | 15 de enero de 2007   | Abierto de Australia | GS        | Dura          | 4R    |
| 4.  | 29 de enero de 2007   | Tokio                | Tier I    | Dura          | 2R    |
| 5.  | 19 de febrero de 2007 | Dubái                | Tier II   | Dura          | 1R    |
| 6.  | 5 de marzo de 2007    | Indian Wells         | Tier I    | Dura          | SF    |
| 7.  | 19 de marzo de 2007   | Miami                | Tier I    | Dura          | CF    |
| 8.  | 2 de abril de 2007    | Amelia Island        | Tier II   | Tierra batida | 2R    |
| 9.  | 9 de abril de 2007    | Charleston           | Tier I    | Tierra batida | 3R    |
| 10. | 7 de mayo de 2007     | Berlín               | Tier I    | Tierra batida | 2R    |
| 11. | 21 de mayo de 2007    | Estrasburgo          | Tier III  | Tierra batida | CF    |
| 12. | 27 de mayo de 2007    | Roland Garros        | GS        | Tierra Batida | 3R    |
| 13. | 11 de junio de 2007   | Birmingham           | Tier III  | Césped        | CF    |

### 2008
Li inició el año en Gold Coast donde conquistó el título derrotando en su camino a la austriaca Sybille Bammer, a la local Monique Adamczak, a la primera favorita Nicole Vaidisová, a la suiza Patty Schnyder y en la final a la bielorrusa Victoria Azarenka para conquistar su Segundo Torneo de la gira de la WTA.
Su siguiente Torneo fue el Abierto de Australia, donde derrotó a la francesa Séverine Bremond, a la italiana Maria Elena Camerin, cayendo en Tercera ronda ante la polaca Marta Domachowska.
Posteriormente Li jugó en el Torneo de Amberes, donde llegó hasta las Semifinales donde derrotó a la rusa Elena Likhovtseva, a la eslovaca Dominika Cibulková, a la sueca Sofia Arvidsson, cayendo ante la italiana Karin Knapp. Posteriormente se presentó para disputar el Torneo de Catar en Doha, donde derrotó nuevamente a la rusa Elena Likhovtseva, a la rusa Anna Chakvetadze, a la israelí Shahar Pe'er, a la serbia Jelena Jankovic, cayendo en las Semis ante la rusa Vera Zvonareva.

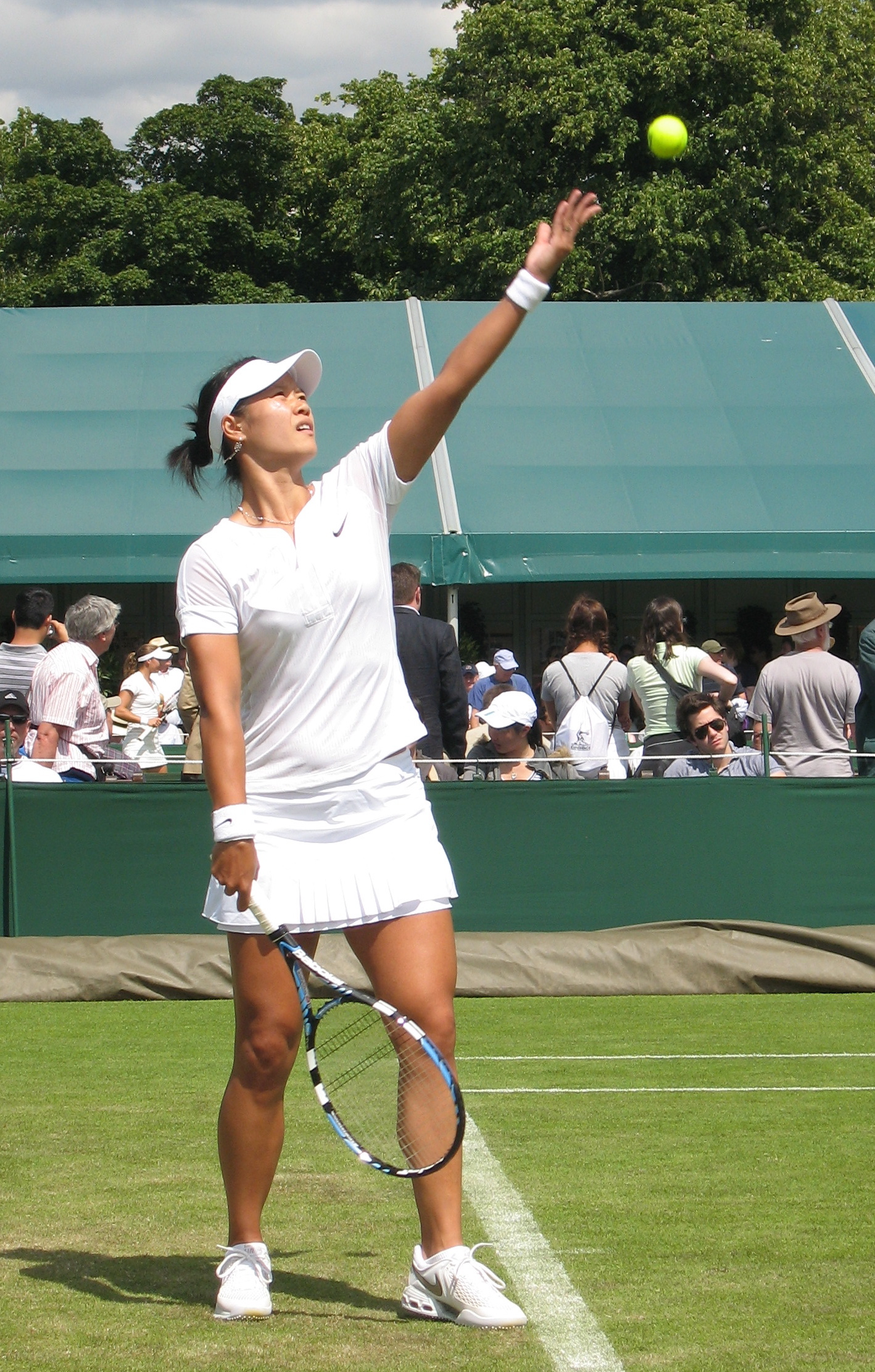
Li Na en el Campeonato de Wimbledon del 2008.

El siguiente Torneo de Li fue en Indian Wells, pero a causa de una lesión en el cuello se dio de baja en el torneo, no solo de ese torneo dándose de baja todos los Torneos hasta la gira de césped, donde volvería en Eastbourne que llegaría hasta la Segunda Vuelta en el que vencería a la australiana Casey Dellacqua, cayendo ante la rusa Nadia Petrova. Posteriormente llegó el Tercer Grand Slam del año Wimbledon en donde venció a la australiana Anastasia Rodionova para caer en Segunda ronda ante la rusa Anastasiya Pavliuchenkova.
Como siguiente Torneo Li se presentó en los Juegos Olímpicos de Beijing 2008, donde venció a la rusa Svetlana Kuznetsova, a la japonesa Ayumi Morita, a la estonia Kaia Kanepi y a la estadounidense Venus Williams, pero terminó cayendo en las Semifinales ante la rusa Dinara Safina; ante esto tuvo que disputar el partido por la Medalla de Bronce, así jugó ante la rusa Vera Zvonareva con la que terminó cayendo y quedándose a las puertas de la Gloria Olímpica.
Su siguiente Torneo fue el Abierto de los Estados Unidos, en el cual derrotó a la israelí Shahar Pe'er, a la italiana Sara Errani y a la rusa Yekaterina Makarova, cayendo en la Cuarta ronda ante la rusa Yelena Dementieva.
Su siguiente Torneo fue en Tokio en el que cae en la Primera ronda ante la rusa Svetlana Kuznetsova pasando lo mismo en Beijing al caer nuevamente en la Primera ronda pero esta vez ante la italiana Francesca Schiavone.
En Stuttgart, Li venció en Primera ronda a la checa Nicole Vaidisová y en Segunda ronda a la n.° 1 del mundo Serena Williams consiguiendo la victoria más importante en su carrera en ese entonces, para caer en Cuartos de final ante la rusa Nadia Petrova.
Posteriormente jugaría en el Torneo de Moscú, en el que caería en Primera ronda ante la rusa Svetlana Kuznetsova; lo mismo pasaría en Zúrich al caer en la misma ronda ante la española Anabel Medina Garrigues.
Cierra la temporada en el Torneo de Luxemburgo, en el que venció a la local Mandy Minella, a la ucraniana Mariya Koryttseva y a la checa Iveta Benesova, cayendo en las Semifinales ante la danesa Caroline Wozniacki. Así cierra el año como la n.° 23 de la WTA.

#### Torneos Disputados
| N.º | Fecha                    | Torneo               | Categoría  | Superficie | Ronda |
| 1.  | 31 de diciembre de 2008  | Gold Coast           | Tier III   | Dura       | G     |
| 2.  | 14 de enero de 2008      | Abierto de Australia | GS         | Dura       | 3R    |
| 3.  | 11 de febrero de 2008    | Amberes              | Tier II    | Dura       | SF    |
| 4.  | 18 de febrero de 2008    | Doha                 | Tier II    | Dura       | SF    |
| 5.  | 16 de junio de 2008      | Eastbourne           | Tier II    | Césped     | 2R    |
| 6.  | 23 de junio de 2008      | Wimbledon            | GS         | Césped     | 2R    |
| 7.  | 11 de agosto de 2008     | Juegos Olímpicos     | Olímpiadas | Dura       | 4°    |
| 8.  | 25 de agosto de 2008     | U.S. Open            | GS         | Dura       | 4R    |
| 9.  | 15 de septiembre de 2008 | Tokio                | Tier I     | Dura       | 1R    |
| 10. | 22 de septiembre de 2008 | Pekín                | Tier II    | Dura       | 1R    |
| 11. | 29 de septiembre de 2008 | Stuttgart            | Tier II    | Dura       | CF    |
| 12. | 6 de octubre de 2008     | Moscú                | Tier I     | Dura       | 1R    |
| 13. | 13 de octubre de 2008    | Zúrich               | Tier II    | Dura       | 1R    |
| 14. | 20 de octubre de 2008    | Luxemburgo           | Tier III   | Dura       | SF    |

### 2009
A causa de la lesión de cuello Li se perdió los últimos Grand Slam incluyendo el último Abierto de Australia, por lo cual su primer torneo en el año fue en Torneo de París, donde cayó en la Primera ronda ante la húngara Ágnes Szávay. Posteriormente Li volvió caer en la Primera ronda pero esta vez en Dubái ante la rusa Yelena Vesnina.
Luego se trasladó a México para jugar en el Torneo de Monterrey, en el cual llegó hasta la final derrotando en su camino a la polaca Agnieszka Radwanska, a las checas Petra Cetkovská, Lucie Šafářová e Iveta Benešová, cayendo en la definición ante la francesa Marion Bartoli.
Posteriormente disputó el Masters de Indian Wells, donde derrotó a la tailandesa Tamarine Tanasugarn, a la suiza Patty Schnyder y a la francesa Amelie Mauresmo, cayendo en la Cuarta ronda ante la rusa y posteriormente campeona Vera Zvonareva. Seguidamente se trasladó a la Florida para participar en el Masters de Miami en el cual venció a la polaca Urszula Radwanska, a la canadiense Aleksandra Wozniak, a las rusas Vera Zvonareva y Yekaterina Makarova, cayendo en los cuartos de final ante la local Serena Williams.

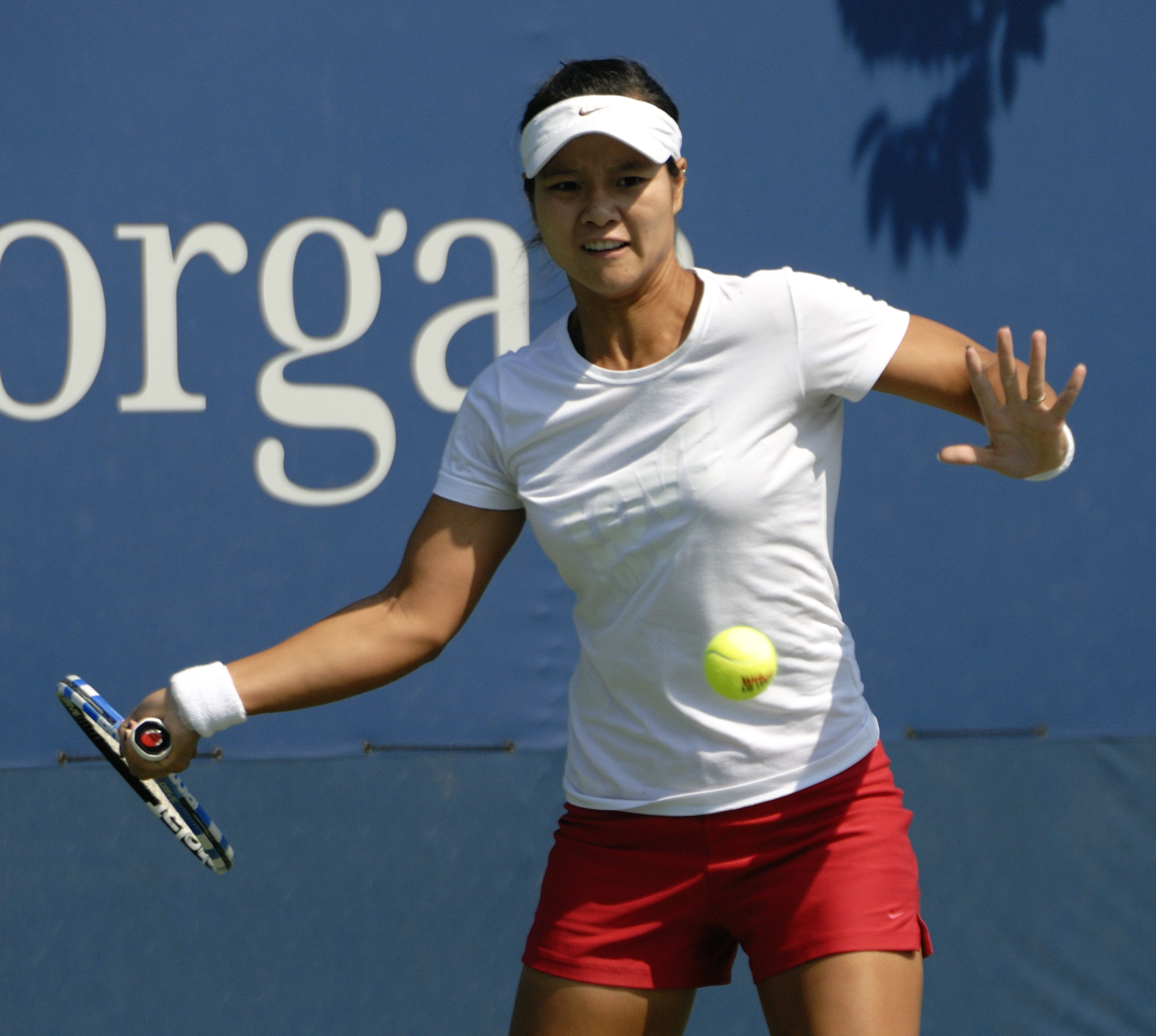
Li Na en el Abierto de los Estados Unidos del 2009

Luego se trasladó a Stuttgart donde derrotó a su compatriota Shuai Peng, cayendo en la Segunda ronda ante la rusa y posteriormente campeona Svetlana Kuznetsova. Luego se trasladó a jugar el Masters de Roma donde cayó prematuramente en la Primera ronda ante la austriaca Sybille Bammer. Posteriormente se trasladó a Madrid donde derrotó a la española Carla Suárez Navarro, cayendo en la Segunda ronda ante la posteriormente campeona la rusa Dinara Sáfina.
Como último torneo de la gira de polvo de ladrillo Na Li ingresa como la n.° 25 en la preclasificación cayendo derrotada en la Cuarta ronda frente a la rusa María Sharápova, pero derrotando anteriormente a la polaca Marta Domachowska, a la suiza Timea Bacsinszky, y a la bielorrusa Olga Govortsova.

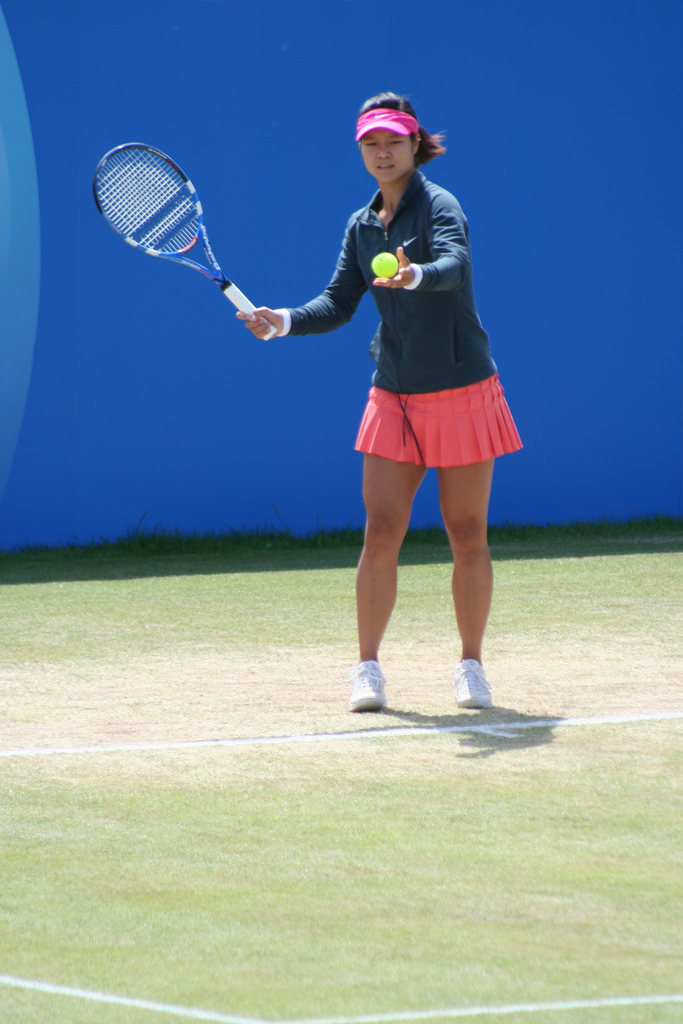
Li en Birmingham en el 2009

Posteriormente Li se presentó en el Torneo de Birmingham en donde batió en Segunda ronda a la australiana Jarmila Gajdošová, a la francesa Aravane Rezaï, a la suiza Stefanie Vögele y a la rusa María Sharápova cayendo en la definición frente a la eslovaca Magdaléna Rybáriková. Seguidamente se trasladó a Eastbourne donde derrotó en Primera ronda a la británica Elena Baltacha, retirándose en Segunda ronda ante la polaca Agnieszka Radwanska.
Y llegó el Tercer Grand Slam del año Wimbledon en donde llegaba como la n.° 19 en la Preclasificación, donde derrotó a la kazaja Galina Voskoboeva, a la bielorrusa Olga Govortsova, cayendo en la Tercera ronda ante la polaca Agnieszka Radwanska.
Mucho después de Wimbledon, Li se presentó en Stanford donde cayó en Primera ronda ante la estadounidense Serena Williams. Luego Li se presentó para jugar en Los Ángeles, donde derrotó a la japonesa Ayumi Morita y a la canadiense Aleksandra Wozniak, no presentándose a su partido en la Tercera ronda frente a la polaca Urszula Radwanska.
Li llega al Abierto de los Estados Unidos, como la n.° 18 en la Preclasificación donde venció a la rumana Ioana Raluca Olaru, a la portuguesa Michelle Larcher de Brito, a la rusa Maria Kirilenko y a la italiana Francesca Schiavone, cayendo en los cuartos de final ante la belga Kim Clijsters.
El siguiente torneo de Li fue en Tokio, donde llegó hasta las semifinales cayendo ante la serbia Jelena Jankovic, pero derrotando anteriormente a la francesa Alizé Cornet, a la rusa Vera Dushevina, a la ucraniana Kateryna Bondarenko y a la bielorrusa Victoria Azarenka.
Tras esto jugó en el Masters de Pekín y por haber llegado a las Semifinales en Tokio estuvo exenta de jugar la Primera ronda, por eso dio inicio a su participación en la Segunda ronda donde batió a la checa Lucie Šafářová, cayendo en la Tercera ronda ante la rusa Yelena Dementieva. Tras lo sucedido Li cerró el año como la n.° 15 del mundo según el ranking de la WTA.

#### Torneos Disputados
| N.º | Fecha                    | Torneo             | Categoría     | Superficie    | Ronda |
| 1.  | 9 de febrero de 2009     | París              | Premier       | Dura          | 1R    |
| 2.  | 16 de febrero de 2009    | Dubái              | Premier 5     | Dura          | 1R    |
| 3.  | 2 de marzo de 2009       | Monterrey          | Internacional | Dura          | F     |
| 4.  | 16 de marzo de 2009      | Indian Wells       | P. Mandatory  | Dura          | 4R    |
| 5.  | 23 de marzo de 2009      | Miami              | P. Mandatory  | Dura          | CF    |
| 6.  | 27 de abril de 2009      | Stuttgart          | Premier       | Tierra batida | 2R    |
| 7.  | 4 de mayo de 2009        | Roma               | Premier 5     | Tierra batida | 1R    |
| 8.  | 11 de mayo de 2009       | Madrid             | P. Mandatory  | Tierra batida | 2R    |
| 9.  | 24 de mayo de 2009       | Roland Garros      | GS            | Tierra batida | 4R    |
| 10. | 8 de junio de 2009       | Birmingham         | Internacional | Césped        | F     |
| 11. | 15 de junio de 2009      | Eastbourne         | Premier       | Césped        | 2R    |
| 12. | 22 de junio de 2009      | Wimbledon          | GS            | Césped        | 3R    |
| 13. | 27 de julio de 2009      | Stanford           | Premier       | Dura          | 1R    |
| 14. | 3 de agosto de 2009      | Los Ángeles        | Premier       | Dura          | 3R    |
| 15. | 31 de agosto de 2009     | Abierto de EE. UU. | GS            | Dura          | CF    |
| 16. | 27 de septiembre de 2009 | Tokio              | Premier 5     | Dura          | SF    |
| 17. | 3 de octubre de 2009     | Pekín              | P. Mandatory  | Dura          | 3R    |

### 2010
Li no inicia el año de la mejor manera al caer ante la estonia Kaia Kanepi en la Primera ronda en Auckland. Tras lo sucedido Li juega en el Torneo de Sídney, donde derrotó a la danesa Caroline Wozniacki, cayendo en la Segunda ronda ante la italiana Flavia Pennetta.
Así llega al Primer Grand Slam del año como la n.° 16 en la Pre-clasificación donde derrotó a la neozelandesa Marina Erakovic, a la húngara Ágnes Szávay, a la eslovaca Daniela Hantuchová, a la danesa Caroline Wozniacki y a la múltiple campeona de Grand Slam Venus Williams, pero terminó cayendo ante su hermana Serena Williams en las Semifinales.
Tras lo ocurrido en Australia su siguiente torneo fue en Dubái, donde venció a la española María José Martínez Sánchez, a la francesa Marion Bartoli, retirándose en su encuentro de cuartos de final frente a la israelí Shahar Pe'er. Tras esto se presentó en Kuala Lumpur, donde cayo prematuramente en la primera ronda ante la alemana Tatjana Malek.
Luego Li se presentó en el Masters de Indian Wells y por su condición de Pre-clasificada dio iniciada su participación en la Segunda ronda donde cayó ante la británica Elena Baltacha. La misma cosa le pasó en el Masters de Miami donde también cayó en Segunda ronda esta vez ante la suiza Timea Bacsinszky.

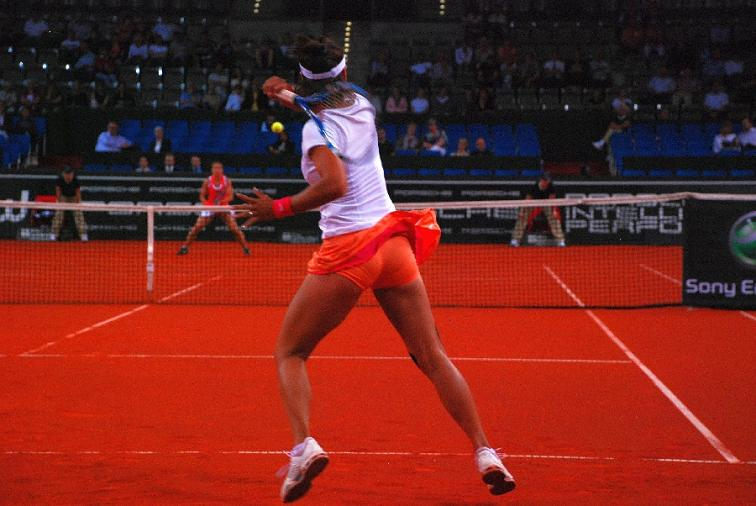
Li Na en el Torneo de Stuttgart del 2010

Tras estos males pasos en los Premier Mandatory Norteamericanos, Li se presentó en el Torneo de Stuttgart, donde batió a la italiana Sara Errani y a la rusa Svetlana Kuznetsova, cayendo en los cuartos de final ante la australiana Samantha Stosur.Luego Li se presentó en el Masters de Madrid, donde venció a la española Beatriz García Vidagany, a la eslovaca Dominika Cibulkova y a la ucraniana Alona Bondarenko, cayendo en los cuartos de final ante la israelí Shahar Pe'er. Posteriormente jugó en el Torneo de Varsovia, donde venció a la rumana Ioana Raluca Olaru, a la local Katarzyna Piter y a la italiana Sara Errani, cayendo en los cuartos de final ante la virtual campeona la rumana Alexandra Dulgheru.
Y llegó el segundo Grand Slam del año Roland Garros, donde partía como la n.° 11 en la Pre-clasificación donde batió a las locales Kristina Mladenovic y Stéphanie Cohen-Aloro, cayendo en Tercera ronda ante la que sería la flamante campeona, la italiana Francesca Schiavone.
Además Li participó en el Torneo de Birmingham como invitada y como la n.° 1 de la Pre-Clasificación donde se consagró campeona venciendo en las Rondas Iniciales a la británica Anne Keothavong, a la alemana Angelique Kerber, a la estonia Kaia Kanepi y a la francesa Aravane Rezai, derrotando en la definición a la rusa y ex n.° 1 del mundo María Sharápova.
Luego Li se volvió a presentar en el Torneo de Eastbourne, donde se retiró en la Primera ronda después de haber ganado el Primer set 7-6 frente a la británica Elena Baltacha.
Llega el Tercer Grand Slam del año Wimbledon ahí Li ingresa como la n.° 9 en la Pre-Clasificación, donde derrotó a la sudafricana Chanelle Scheepers,a la japonesa Kurumi Nara, a la australiana Anastasia Rodionova y a la polaca Agnieszka Radwanska antes de caer ante la n.° 1 del mundo Serena Williams en los cuartos de final.
Así llega al Torneo de Copenhague, donde cae derrotada en las Semifinales ante la checa Klára Zakopalová, pero anteriormente derrotó a la checa Kristýna Plíšková, a la británica Elena Baltacha y a la alemana Angelique Kerber. Posteriormente Li se presentaría en el Masters de Cincinnati, donde derrotaría en Segunda ronda a la italiana Sara Erraniy caería en Tercera ronda ante la belga Yanina Wickmayer. Li luego se presenta a jugar en Montreal donde derrotó a la australiana Jarmila Gajdosova, cayendo en la Tercera ronda ante la bielorrusa Victoria Azarenka. Cerraría la gira estadounidense en el Abierto de los Estados Unidos, donde llegaría como la n.° 8 en la Pre-Clasificación pero caería sorpresivamente ante la ucraniana Kateryna Bondarenko en la Primera ronda.
Luego Li se presentaría en el Torneo de Pekín, donde derrotaría a las rusas Alla Kudryavtseva y Alisa Kleybanova, a la alemana Angelique Kerber y a la letona Anastasija Sevastova, cayendo en las Semifinales ante la rusa Vera Zvonareva. Luego se presentaría en Moscú, donde caería derrotada en la Primera ronda ante la rusa Anna Chakvetadze.
Para cerrar el año Li jugaría el WTA Tournament of Champions donde caería derrotada en los cuartos de final ante la veterana Kimiko Date-Krumm. En este año tan positivo para la china lo cerraría como la n.° 11 del mundo. 

#### Torneos Disputados
| N.º | Fecha                  | Torneo                  | Categoría        | Superficie    | Ronda |
| 1.  | 4 de enero de 2010     | Auckland                | Internacional    | Dura          | 1R    |
| 2.  | 11 de enero de 2010    | Sídney                  | Premier          | Dura          | 2R    |
| 3.  | 18 de enero de 2010    | Abierto de Australia    | GS               | Dura          | SF    |
| 4.  | 15 de febrero de 2010  | Dubái                   | Premier 5        | Dura          | CF    |
| 5.  | 22 de febrero de 2010  | Kuala Lumpur            | Internacional    | Dura          | 1R    |
| 6.  | 8 de marzo de 2010     | Indian Wells            | P. Mandatory     | Dura          | 2R    |
| 7.  | 22 de marzo de 2010    | Miami                   | P. Mandatory     | Dura          | 2R    |
| 8.  | 26 de abril de 2010    | Stuttgart               | Premier          | Tierra batida | CF    |
| 9.  | 10 de mayo de 2010     | Madrid                  | P. Mandatory     | Tierra batida | CF    |
| 10. | 11 de mayo de 2010     | Varsovia                | Premier          | Tierra batida | CF    |
| 11. | 24 de mayo de 2010     | Roland Garros           | GS               | Tierra batida | 3R    |
| 12. | 7 de junio de 2010     | Birmingham              | Internacional    | Césped        | G     |
| 13. | 14 de junio de 2010    | Eastbourne              | Premier          | Césped        | 1R    |
| 14. | 21 de junio de 2010    | Wimbledon               | GS               | Césped        | CF    |
| 15. | 2 de agosto de 2010    | Copenhague              | Internacional    | Dura          | SF    |
| 16. | 9 de agosto de 2010    | Cincinnati              | Premier 5        | Dura          | 3R    |
| 17. | 16 de agosto de 2010   | Montreal                | Premier 5        | Dura          | 3R    |
| 18. | 30 de agosto de 2010   | Abierto de EE. UU.      | GS               | Dura          | 1R    |
| 19. | 4 de octubre de 2010   | Pekín                   | P. Mandatory     | Dura          | SF    |
| 20. | 18 de octubre de 2010  | Moscú                   | Premier          | Dura          | 1R    |
| 21. | 1 de noviembre de 2010 | Tournament of Champions | T. de fin de Año | Dura          | CF    |

### 2011

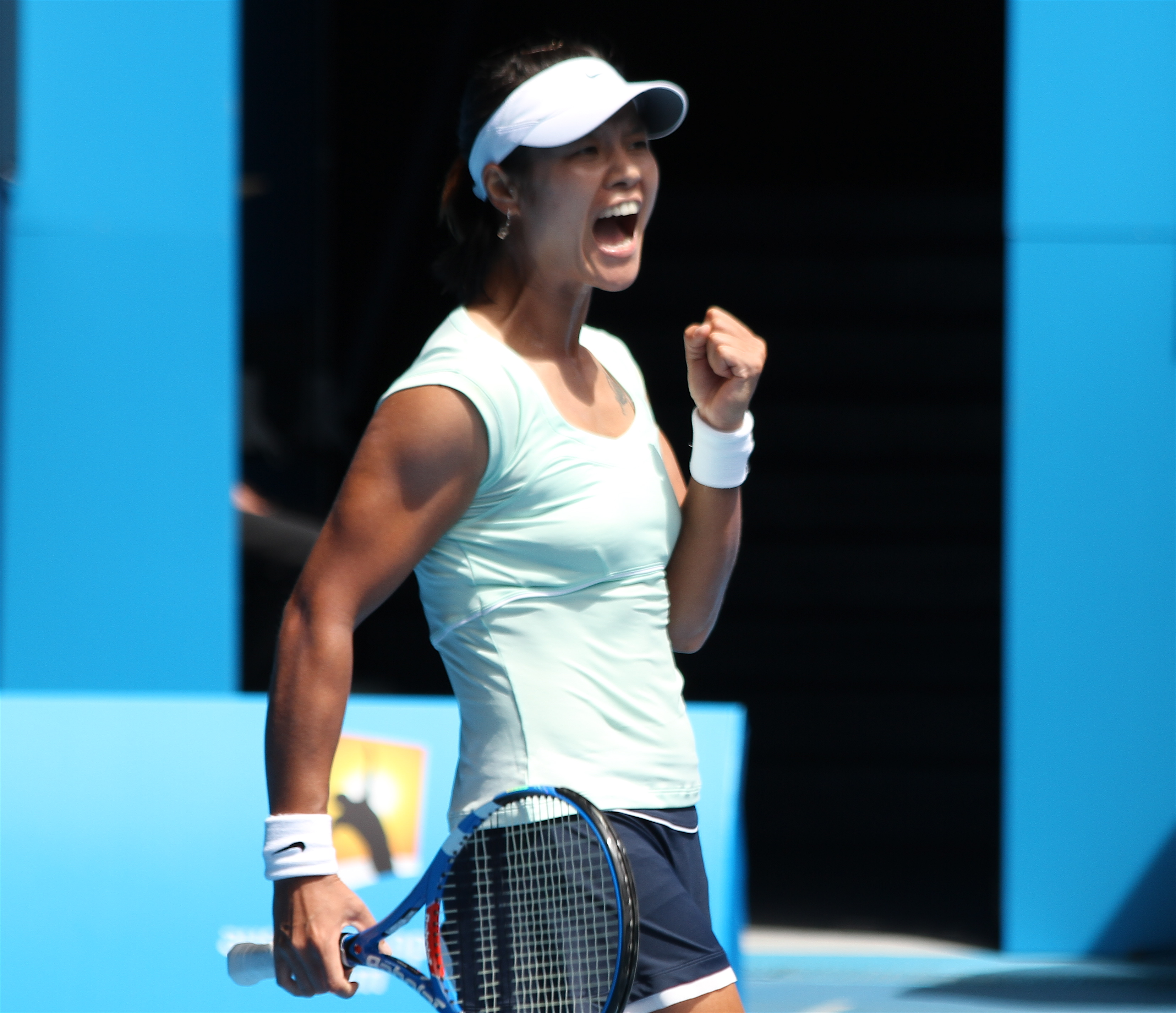
Li en el Abierto de Australia en los cuartos de final

Na Li empezó el año 2011 como la número 11 del mundo de la WTA. Comenzó la temporada en el Torneo de Sídney, donde se consagró campeona derrotando a la australiana Anastasia Rodionova, a la francesa Virginie Razzano, a la rusa Svetlana Kuznetsova, a la serbia Bojana Jovanovski y en la Final a la belga Kim Clijsters, por 7-6 y 6-3.
Luego en el Primer Grand Slam del año en el Abierto de Australia, Li haría su mejor performance en este Torneo al derrotar a la sueca Sofia Arvidsson, a la rusa Evgeniya Rodina, a la checa Barbora Záhlavová-Strýcová, a la bielorrusa Victoria Azarenka, a la alemana Andrea Petkovic y a la danesa Caroline Wozniacki; cayendo en la definición ante la belga Kim Clijsters.
Posteriormente Li se presentó en el Torneo de Dubái donde cayó prematuramente ante la belga Yanina Wickmayer en la Segunda ronda en tres sets muy ajustados. La misma situación se vuelve a repetir en Doha, donde vuelve a caer en la Segunda ronda ante la checa Klára Zakopalová.
Seguidamente Li cayó en la Segunda ronda en el Masters de Indian Wells ante su compatriota la china Shuai Peng. En el Masters de Miami, Li vuelve a caer nuevamente en la Segunda ronda ante la sueca Johanna Larsson.
Luego Li llegó a participar en el Torneo de Stuttgart, donde derrotó a la letona Anastasija Sevastova, cayendo en Segunda ronda ante la local Sabine Lisicki. En el Masters de Madrid, Li derrotó a la española María José Martínez Sánchez, a la checa Iveta Benesová, ala italiana Roberta Vinci y a la estadounidense Bethanie Mattek-Sands, cayendo ante la checa Petra Kvitova en las Semifinales. Luego en el Masters de Roma, Li venció a la española Lourdes Domínguez Lino, a la australiana Jarmila Gajdošová y a la húngara Gréta Arn, cayendo en las Semifinales ante la australiana Samantha Stosur.
En el Torneo de Roland Garros; Li llegó al campeonato como la n.° 6 en la Pre-Clasificación; donde derrotó en la Primera ronda a la checa Barbora Záhlavová-Strýcová por 6-3, 6-7 y 6-3; en la Segunda ronda derrotó a la española Silvia Soler Espinosa por 6-4 y 7-5; en Tercera ronda Li apabulló a la rumana Sorana Cirstea por un cómodo 6-2 y 6-2; en la Cuarta ronda venció a la checa Petra Kvitova por 2-6, 6-1 y 6-3, en los cuartos de final Li venció a la bielorrusa Victoria Azarenka por 7-5 y 6-2; en las Semifinales hizo lo propio con la rusa María Sharápova venciéndola por 6-4 y 7-5.El sábado 4 de junio de 2011 se consagra campeona del torneo Roland Garros 2011, tras vencer a la defensora del título Francesca Schiavone por 6-4 7-6(0), convirtiéndose en la primera tenista asiática en ganar un torneo de Grand Slam.

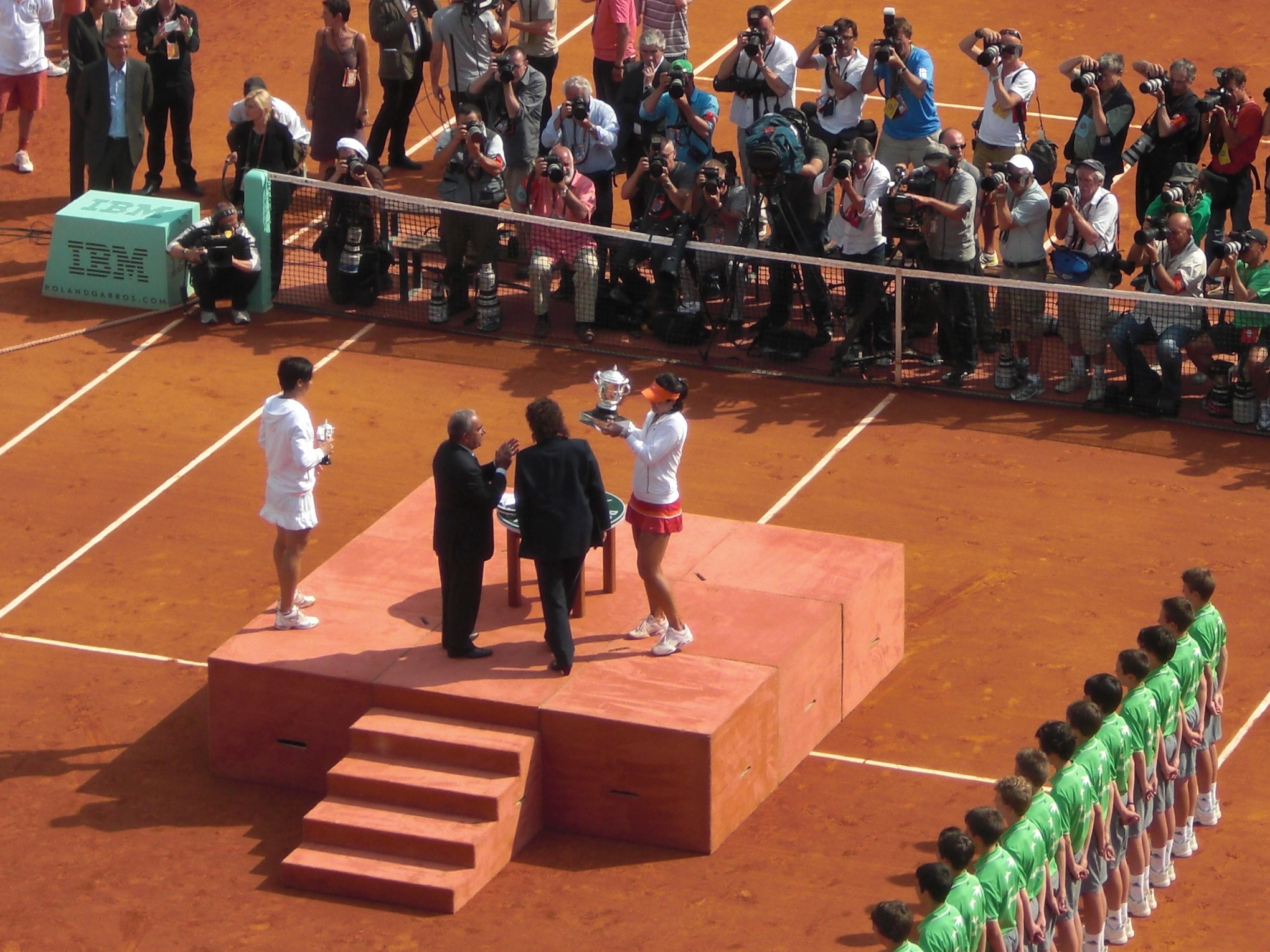
Li en la Ceremonia de Premiación tras coronarse en el Torneo de Roland Garros 2011, derrotando en la final a la italiana Francesca Schiavone, recibiendo el trofeo de manos de la australiana Evonne Goolagong

Tras ganar en Roland Garros, decidió bajarse del Torneo de Birmingham, por lo cual su siguiente Torneo fue el Torneo de Eastbourne, donde derrotó a la austriaca Tamira Paszek cayendo en la Segunda ronda ante la eslovaca Daniela Hantuchová. En el Campeonato de Wimbledon, Li ingresa como la n.° 3 en la Pre-Clasificación derrotando a la rusa Alla Kudryavtseva, cayendo en la Segunda ronda ante la alemana Sabine Lisicki en tres sets por un intenso 8-6 en el último set.
En Toronto Li derrotó a su compatriota Shuai Peng por la no presentación de esta, pero terminó cayendo ante la australiana Samantha Stosur. Luego Li se presentó en Cincinnati, donde venció a la checa Lucie Šafářová, cayendo nuevamente en la Tercera ronda ante la australiana Samantha Stosur. Su siguiente Torneo fue en New Haven, donde venció a las rusas Maria Kirilenko y Anastasiya Pavliuchenkova, cayendo en las Semifinales ante la checa Petra Cetkovská.
En el Abierto de los Estados Unidos, Li cayó prematuramente en la Primera ronda ante la rumana Simona Halep. En el Torneo de Pekín, Li cae nuevamente en la Primera ronda ante la rumana Monica Niculescu.
Tras lo hecho en el año Li se clasificó para disputar el Torneo de Maestras de Fin de año de la WTA, derrotando a la lesionada rusa María Sharápova y cayendo ante la australiana Samantha Stosur y la bielorrusa Victoria Azarenka, quedando en la Ronda de grupos o Round Robin. Tras esto Li cierra el año como la n.° 5 del mundo según el ranking de la WTA.

#### Torneos Disputados
| N.º | Fecha                 | Torneo               | Categoría    | Superficie    | Ronda |
| 1.  | 10 de enero de 2011   | Sídney               | Premier      | Dura          | G     |
| 2.  | 17 de enero de 2011   | Abierto de Australia | GS           | Dura          | F     |
| 3.  | 14 de febrero de 2011 | Dubái                | Premier 5    | Dura          | 2R    |
| 4.  | 21 de febrero de 2011 | Doha                 | Premier      | Dura          | 2R    |
| 5.  | 7 de marzo de 2011    | Indian Wells         | P. Mandatory | Dura          | 2R    |
| 6.  | 21 de marzo de 2011   | Miami                | P. Mandatory | Dura          | 2R    |
| 7.  | 18 de abril de 2011   | Stuttgart            | Premier      | Tierra batida | 2R    |
| 8.  | 2 de mayo de 2011     | Madrid               | P. Mandatory | Tierra batida | SF    |
| 9.  | 9 de mayo de 2011     | Roma                 | Premier      | Tierra batida | SF    |
| 10. | 23 de mayo de 2011    | Roland Garros        | GS           | Tierra batida | G     |
| 11. | 13 de junio de 2011   | Eastbourne           | Premier      | Césped        | 2R    |
| 12. | 20 de junio de 2011   | Wimbledon            | GS           | Césped        | 2R    |
| 13. | 8 de agosto de 2011   | Toronto              | Premier 5    | Dura          | 3R    |
| 14. | 15 de agosto de 2011  | Cincinnati           | Premier 5    | Dura          | 3R    |
| 15. | 2 de agosto de 2011   | New Haven            | Premier      | Dura          | SF    |
| 16. | 29 de agosto de 2011  | Abierto de EE. UU.   | GS           | Dura          | 1R    |
| 17. | 3 de octubre de 2011  | Pekín                | P. Mandatory | Dura          | 1R    |
| 18. | 24 de octubre de 2011 | Championships        | Championship | Dura          | RR    |

### 2012

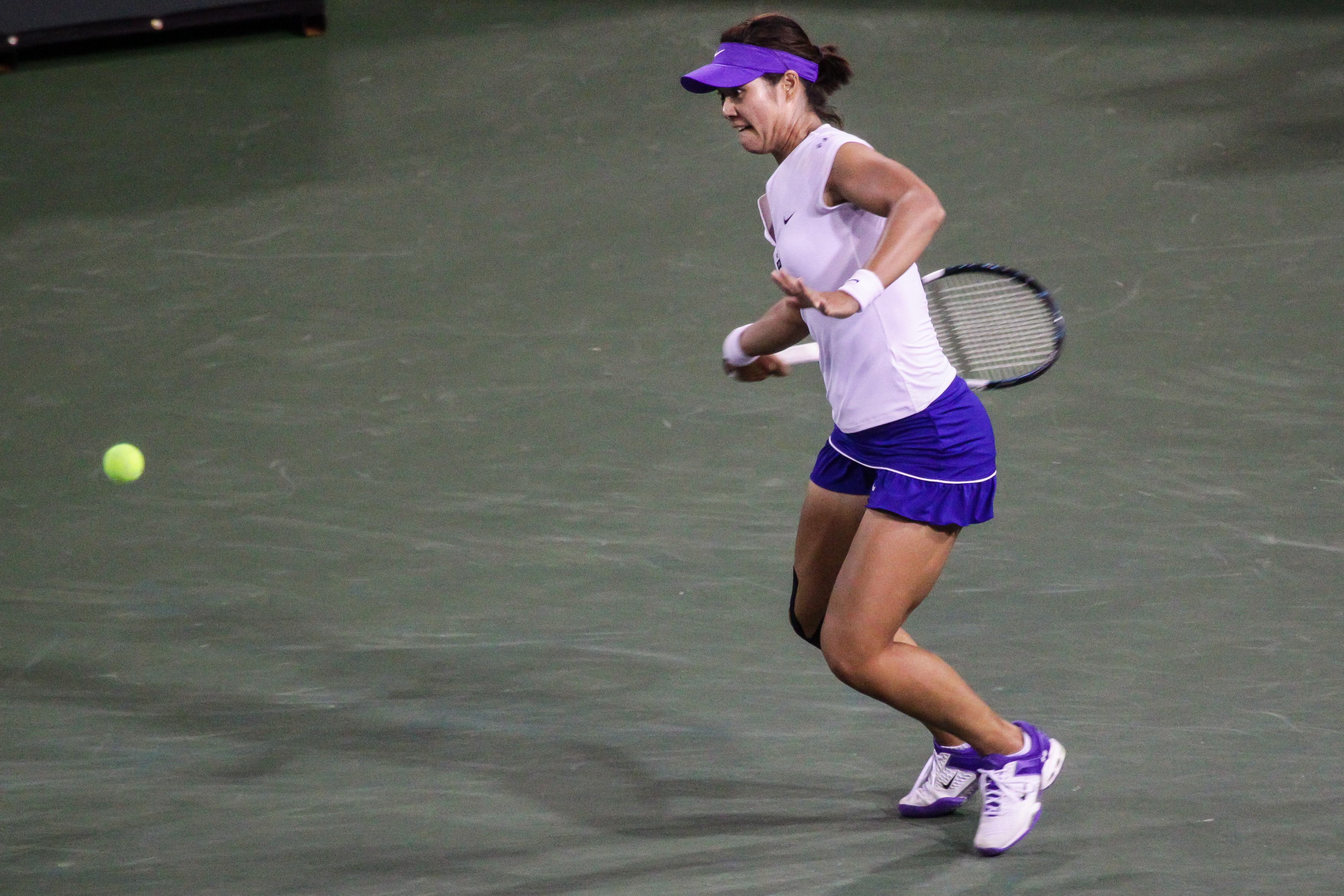
Li en el Masters de Indian Wells 2012

Li inicia el año en el Torneo de Sídney, donde derrotó a la rusa Yekaterina Makarova, a la sudafricana Chanelle Scheepers, a las checas Lucie Šafářová y Petra Kvitova, cayendo en la definición ante la bielorrusa Victoria Azarenka.
En el Abierto de Australia, Li ingresa como la n.° 5 de en la Pre-Clasificación, donde derrotó a la kazaja Ksenia Pervak, a la australiana Olivia Rogowska, a la española Anabel Medina Garrigues, cayendo en la cuarta ronda ante la belga Kim Clijsters.

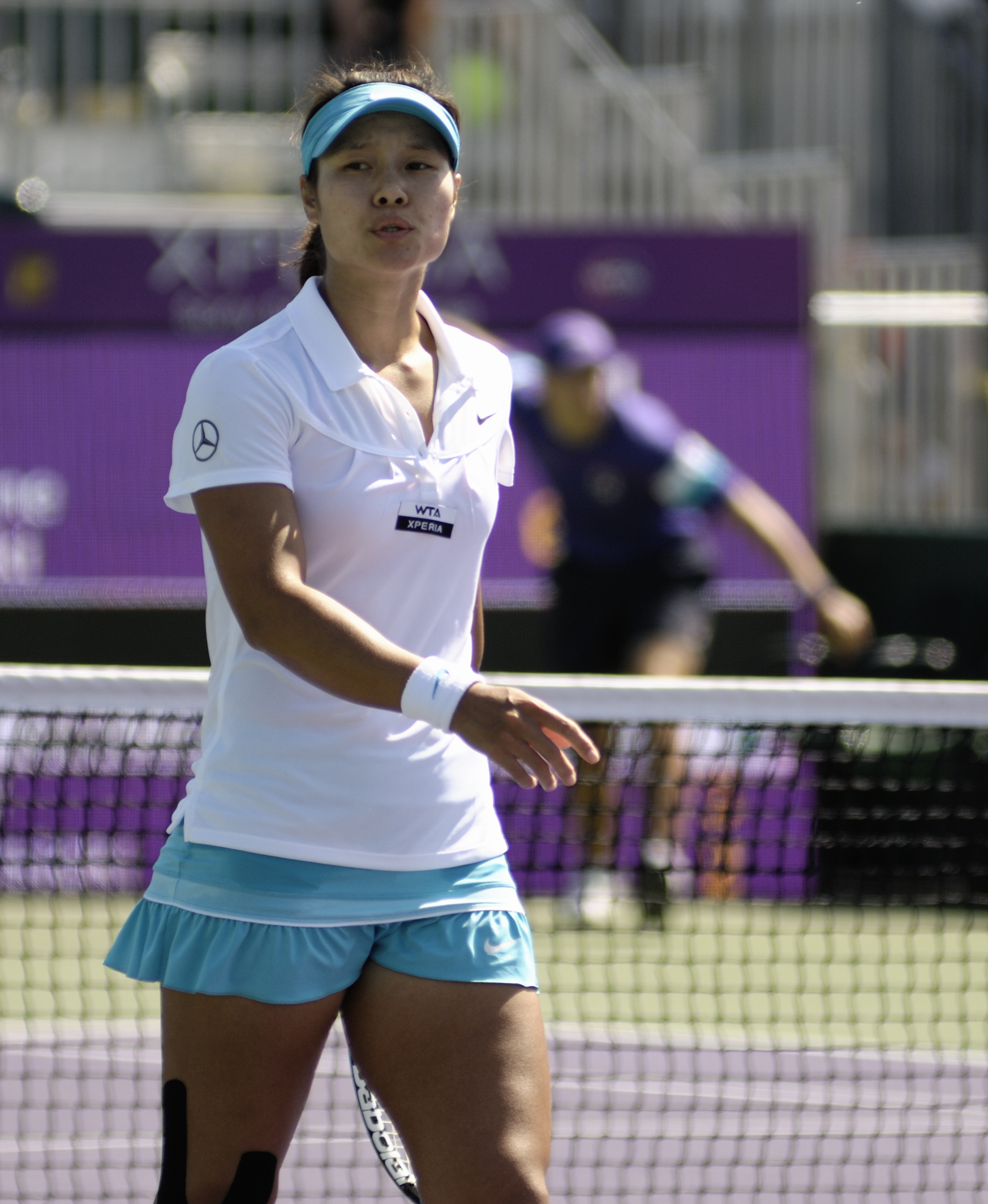
Li en el Masters de Miami

El siguiente Torneo de Li, fue en París, donde se retiró en la Primera ronda cuando perdía ante la búlgara Tsvetana Pironkova. 
Tras esto su siguiente Torneo fue en Indian Wells, donde derrotó a la kazaja Galina Voskoboeva, a su compatriota Jie Zheng y a la checa Klára Zakopalová, cayendo ante la alemana Angelique Kerber en los cuartos de final. En el Masters de Miami, Li derrotó a la húngara Melinda Czink, a la checa Iveta Benesová y a la alemana Sabine Lisicki, cayendo en los cuartos de final ante la rusa María Sharápova.
El siguiente Torneo de Li fue en Stuttgart, donde derrotó a la checa Lucie Safarova y a la uzbeka Akgul Amanmuradova, cayendo en los cuartos de final ante la polaca Agnieszka Radwanska. Li luego se presentó a jugar en el Masters de Madrid, donde derrotó a las españolas Garbiñe Muguruza y Silvia Soler Espinosa y a la alemana Angelique Kerber, cayendo en los cuartos de final ante Victoria Azarenka.
En el Masters de Roma, Li derrotó a la checa Iveta Benesová, a la sudafricana Chanelle Scheepers, a la eslovaca Dominika Cibulková y a la Serena Williams, por la no presentación de esta, cayendo en la definición por el título ante la rusa María Sharápova. En el Torneo de Roland Garros derrotó a la rumana Sorana Cirstea, a la local Stéphanie Foretz Gacon, a la estadounidense Christina McHale, cayendo en la cuarta ronda ante la kazaja Yaroslava Shvedova.
En el Campeonato de Wimbledon Li derrotó a la kazaja Ksenia Pervak, cayendo en la segunda ronda ante la rumana Sorana Cirstea. En los Juegos Olímpicos, Li llegaba con buenas probabilidades de ganar una medalla tras lo hecho las últimas olimpiadas, pero terminó cayendo prematuramente ante la eslovaca Daniela Hantuchová en la primera ronda.
En Montreal, Li derrotó a la local Eugenie Bouchard, a la italiana Sara Errani, a la polaca Agnieszka Radwanska y a la checa Lucie Safarova, cayendo en la Final ante la checa Petra Kvitova. En el Masters de Cincinnati, Li se consagró campeona al derrotar en su camino por el título a la rumana Sorana Cirstea, a la sueca Johanna Larsson, a la polaca Agnieszka Radwanska, a la local Venus Williams y a la alemana Angelique Kerber para lograr su Primer Título del Año.
En el Abierto de los Estados Unidos, Li derrotó a la británica Heather Watson y a la australiana Casey Dellacqua, cayendo en tercera ronda ante la sensación británica Laura Robson. En el Abierto de Tokio, Li derrotó a la rusa Anastasiya Pavliuchenkova, cayendo en Tercera ronda ante la danesa Caroline Wozniacki.
En Pekín, Li derrotó a la italiana Francesca Schiavone, a la rusa Nadia Petrova, a su compatriota Shuai Peng y a la polaca Agnieszka Radwanska, cayendo en las Semifinales ante la rusa María Sharápova. Como último Torneo del Año, Li se clasificó al WTA Tour Championships, donde derrotó a la alemana Angelique Kerber, pero terminó cayendo ante la bielorrusa Victoria Azarenka y la estadounidense Serena Williams, quedándose por segundo año consecutivo en el Round Robin. Así Li cerró el año como la n.° 7 del mundo según la WTA.

#### Torneos Disputados
| N.º | Fecha                    | Torneo               | Categoría    | Superficie    | Ronda |
| 1.  | 9 de enero de 2012       | Sídney               | Premier      | Dura          | F     |
| 2.  | 16 de enero de 2012      | Abierto de Australia | GS           | Dura          | 4R    |
| 3.  | 6 de febrero de 2012     | París                | Premier      | Dura          | 1R    |
| 4.  | 5 de marzo de 2012       | Indian Wells         | P. Mandatory | Dura          | CF    |
| 5.  | 21 de marzo de 2012      | Miami                | P. Mandatory | Dura          | CF    |
| 6.  | 23 de abril de 2012      | Stuttgart            | Premier      | Tierra batida | CF    |
| 7.  | 7 de mayo de 2012        | Madrid               | P. Mandatory | Tierra batida | CF    |
| 8.  | 14 de mayo de 2012       | Roma                 | Premier      | Tierra batida | F     |
| 9.  | 28 de mayo de 2012       | Roland Garros        | GS           | Tierra batida | 4R    |
| 10. | 25 de junio de 2012      | Wimbledon            | GS           | Césped        | 2R    |
| 11. | 30 de julio de 2012      | Juegos Olímpicos     | Olímpiadas   | Césped        | 1R    |
| 12. | 6 de agosto de 2012      | Montreal             | Premier 5    | Dura          | F     |
| 13. | 13 de agosto de 2012     | Cincinnati           | Premier 5    | Dura          | G     |
| 14. | 27 de agosto de 2012     | Abierto de EE. UU.   | GS           | Dura          | 3R    |
| 15. | 24 de septiembre de 2012 | Tokio                | Premier 5    | Dura          | 3R    |
| 16. | 1 de octubre de 2012     | Pekín                | P. Mandatory | Dura          | SF    |
| 17. | 22 de octubre de 2012    | Championships        | Championship | Dura          | RR    |

### 2013
El Primer Torneo del Año de Li fue en el nuevo que se realiza en Shenzhen, en China, donde derrotó a la luxemburguesa Mandy Minella, a la estadounidense Julia Cohen, a la serbia Bojana Jovanovski, a su compatriota Shuai Peng y a la checa Klára Zakopalová para ganar su primer título del año.
Su siguiente Torneo fue en Sídney, donde venció a la estadounidense Christina McHale, a la japonesa Ayumi Morita, a la estadounidense Madison Keys, cayendo en semifinales ante la posteriormente campeona la polaca Agnieszka Radwanska.
En el Abierto de Australia, Li ingresó al cuadro como la n.° 6 en la preclasificación donde derrotó a la búlgara Sesil Karatancheva, a la bielorrusa Olga Govortsova, a la rumana Sorana Cirstea, a la alemana Julia Görges, a la polaca Agnieszka Radwanska y a la rusa María Sharápova. En la final cayó ante la bielorrusa Victoria Azarenka por 6-4, 4-6 y 3-6.
Li volvió a jugar hasta el torneo de Miami donde llegó hasta los cuartos de final tras perder contra Serena Williams. En la temporada de tierra batida, Li disputó la final del torneo de Sturttgart por 4-6, 3-6. Su siguiente torneo fue Madrid donde perdió en su debut. En Masters de Roma llegó a la tercera ronda perdiendo ante la serbia Jelena Janković. Li no tuvo una buena participación en el segundo Grand Slam del Año, Roland Garros, donde alcanzó la segunda ronda luego de perder contra Bethanie Mattek-Sands.
Durante la temporada de hierba, Li disputó dos torneos, el primero fue el torneo de Eastbourne, donde llegó hasta los cuartos de final, tras perder contra la rusa Yelena Vesniná. De ahí se dirigió a Wimbledon donde también alcanzó los cuartos de final, cayendo ante la polaca Agnieszka Radwańska. En la gira estadounidense, Li llegó a semifinales en Toronto y Cincinnati, perdiendo ante Sorana Cirstea y Serena Williams respectivamente. Ya en el Abierto de Estados Unidos, Li venció a Olga Govortsova, Sofia Arvidsson, Laura Robson, Jelena Janković y Yekaterina Makárova para acceder por primera vez a las seminales de este Grand Slam. En semifinales fue derrotada por Serena Williams.
Li regresoe en el torneo de Pekín, donde alcanzó los cuartos de final. Su último torneo fue el WTA Tour Championships, en el round robin, Li Na venció a Sara Errani, Jelena Janković y Victoria Azarenka, en semifinales superó a la checa Petra Kvitová. Ya en la final, Li se enfrentó a la estadounidense Serena Williams quien le ganó por 6-2, 3-6 y 0-6.

#### Torneos Disputados
| N.º | Fecha                    | Torneo               | Categoría     | Superficie        | Ronda |
| 1.  | 31 de diciembre de 2012  | Shenzhen             | Internacional | Dura              | G     |
| 2.  | 7 de enero de 2013       | Sídney               | Premier       | Dura              | SF    |
| 3.  | 14 de enero de 2013      | Abierto de Australia | GS            | Dura              | F     |
| 4.  | 18 de marzo de 2013      | Miami                | P. Mandatory  | Dura              | CF    |
| 5.  | 22 de abril de 2013      | Stuttgart            | Premier       | Tierra batida (i) | F     |
| 6.  | 6 de mayo de 2013        | Madrid               | P. Mandatory  | Tierra batida     | 1R    |
| 7.  | 13 de mayo de 2013       | Roma                 | Premier 5     | Tierra batida     | 3R    |
| 8.  | 27 de mayo de 2013       | Roland Garros        | GS            | Tierra batida     | 2R    |
| 9.  | 17 de junio de 2013      | Eastbourne           | Premier       | Hierba            | CF    |
| 8.  | 24 de junio de 2013      | Wimbledon            | GS            | Hierba            | CF    |
| 9.  | 5 de agosto de 2013      | Toronto              | Premier 5     | Dura              | SF    |
| 10. | 12 de agosto de 2013     | Cincinnati           | Premier 5     | Dura              | SF    |
| 11. | 26 de agosto de 2013     | Abierto de EE.UU.    | GS            | Dura              | SF    |
| 12. | 30 de septiembre de 2013 | Pekín                | P. Mandatory  | Dura              | CF    |
| 13. | 21 de octubre de 2013    | Championships        | Championship  | Dura              | F     |

### 2014
Empezó el 2014 ganando en Shenzhen ante Shuai Peng por 6-4 y 7-5. También se impuso por 7-6(3) y 6-0 a Dominika Cibulkova, en una hora y 37 minutos. Na Li amplió su palmarés en Melbourne sin haber ganado a ninguna rival top ten en esas dos semanas. Además, se convirtió en la cuarta jugadora que se alza con el título después de salvar una bola de partido, tal y como hicieron en su día Monica Seles (1991), Jennifer Capriati (2002) y Serena Williams (2003 y 2005). La encargada de dar el trofeo a Na Li fue Chris Evert.
Li volvió a aparecer en el torneo de Doha donde llegó hasta la tercera ronda tras perder ante la checa Petra Cetkovská por 6-7(2), 6-2 y 4-6. Su siguiente participación fue en el torneo de Indian Wells donde alcanzó las semifinales, perdiendo ante la italiana Flavia Pennetta por 6-7(5) y 3-6. El siguiente torneo en jugar Li fue Miami donde llegó a la final, perdiendo por 5-7 y 1-6 ante Serena Williams.
Na Li inició la temporada de tierra batida en el torneo de Madrid donde alcanzó los cuartos de final, cediendo ante María Sharápova por 6-2, 6-7(5) y 3-6. En Roma, Li también alcanzó los cuartos de final, cayendo ante la italiana Sara Errani. Na Li tuvo una fugaz participación en Roland Garros al perder en la primera ronda contra la francesa Kristina Mladenovic por 5-7, 6-3 y 1-6. Tras su mal paso por el torneo parisino, Li volvió a las canchas en Wimbledon donde solo pudo alcanzar la tercera ronda al perder con la checa Barbora Záhlavová-Strýcová por un doble 6-7.
Debido a una lesión en la rodilla, Na Li se pierde el US Open Series. Por el mismo motivo, Li decide retirarse del tenis.

#### Torneos Disputados
| N.º | Fecha                   | Torneo               | Categoría     | Superficie    | Ronda |
| 1.  | 29 de diciembre de 2013 | Shenzhen             | Internacional | Dura          | G     |
| 2.  | 25 de enero de 2014     | Abierto de Australia | GS            | Dura          | G     |
| 3.  | 10 de febrero de 2014   | Doha                 | Premier 5     | Dura          | 3R    |
| 4.  | 3 de marzo de 2014      | Indian Wells         | P. Mandatory  | Dura          | SF    |
| 5.  | 17 de marzo de 2014     | Miami                | P. Mandatory  | Dura          | F     |
| 6.  | 5 de mayo de 2014       | Madrid               | P. Mandatory  | Tierra batida | CF    |
| 7.  | 12 de mayo de 2014      | Roma                 | Premier 5     | Tierra batida | CF    |
| 8.  | 26 de mayo de 2014      | Roland Garros        | GS            | Tierra batida | 1R    |
| 9.  | 23 de junio de 2014     | Wimbledon            | GS            | Hierba        | 3R    |

## Torneos de Grand Slam

### Individual

#### Títulos (2)
| Año  | Campeonato           | Oponente en la final | Resultado   |
| 2011 | Roland Garros        | Francesca Schiavone  | 6-4, 7-6(0) |
| 2014 | Abierto de Australia | Dominika Cibulková   | 7-6(3), 6-0 |

#### Finalista (2)
| Año  | Campeonato           | Oponente en la final | Resultado     |
| 2011 | Abierto de Australia | Kim Clijsters        | 6-3, 3-6, 3-6 |
| 2013 | Abierto de Australia | Victoria Azarenka    | 6-4, 4-6, 3-6 |

## Títulos WTA (11; 9+2)

### Individual (9)
| Leyenda                              |
| ------------------------------------ |
| Grand Slam (2)                       |
| Juegos Olímpicos (0)                 |
| WTA Tour Championships (0)           |
| WTA Tournament of Champions (0)      |
| Tier I, P. Mandatory & Premier 5 (1) |
| Tier II, Premier (1)                 |
| Tier III & IV, International (5)     |

| N.º | Fecha                | Torneo               | Superficie    | Oponente en la final | Resultado     |
| --- | -------------------- | -------------------- | ------------- | -------------------- | ------------- |
| 1.  | 9 de octubre de 2004 | Guangzhou            | Dura          | Martina Suchá        | 6-3, 6-4      |
| 2.  | 11 de enero de 2008  | Gold Coast           | Dura          | Victoria Azarenka    | 4-6, 6-3, 6-4 |
| 3.  | 13 de junio de 2010  | Birmingham           | Hierba        | María Sharápova      | 7-5, 6-1      |
| 4.  | 14 de enero de 2011  | Sídney               | Dura          | Kim Clijsters        | 7-6(3), 6-3   |
| 5.  | 4 de junio de 2011   | Roland Garros        | Tierra batida | Francesca Schiavone  | 6-4, 7-6(0)   |
| 6.  | 19 de agosto de 2012 | Cincinnati           | Dura          | Angelique Kerber     | 1-6, 6-3, 6-1 |
| 7.  | 5 de enero de 2013   | Shenzhen             | Dura          | Klára Zakopalová     | 6-3, 1-6, 7-5 |
| 8.  | 4 de enero de 2014   | Shenzhen             | Dura          | Shuai Peng           | 6-4, 7-5      |
| 9.  | 25 de enero de 2014  | Abierto de Australia | Dura          | Dominika Cibulková   | 7-6(3), 6-0   |

#### Finalista (12)
| N.º | Fecha                 | Torneo               | Superficie        | Oponente en la final | Resultado         |
| --- | --------------------- | -------------------- | ----------------- | -------------------- | ----------------- |
| 1.  | 1 de mayo de 2005     | Estoril              | Tierra batida     | Lucie Šafářová       | 7-6(4), 4-6, 3-6  |
| 2.  | 7 de mayo de 2006     | Estoril              | Tierra batida     | Jie Zheng            | 7-6(4), 5-7, ret. |
| 3.  | 8 de marzo de 2009    | Monterrey            | Dura              | Marion Bartoli       | 4-6, 3-6          |
| 4.  | 8 de junio de 2009    | Birmingham           | Hierba            | Magdaléna Rybáriková | 0-6, 6-7(2)       |
| 5.  | 29 de enero de 2011   | Abierto de Australia | Dura              | Kim Clijsters        | 6-3, 3-6, 3-6     |
| 6.  | 13 de enero de 2012   | Sídney               | Dura              | Victoria Azarenka    | 2-6, 6-1, 3-6     |
| 7.  | 20 de mayo de 2012    | Roma                 | Tierra batida     | María Sharápova      | 6-4, 4-6, 6-7(5)  |
| 8.  | 13 de agosto de 2012  | Montreal             | Dura              | Petra Kvitová        | 5-7, 6-2, 3-6     |
| 9.  | 26 de enero de 2013   | Abierto de Australia | Dura              | Victoria Azarenka    | 6-4, 4-6, 3-6     |
| 10. | 28 de abril de 2013   | Stuttgart            | Tierra batida (i) | María Sharápova      | 4-6, 3-6          |
| 11. | 27 de octubre de 2013 | Tour Championships   | Dura (i)          | Serena Williams      | 6-2, 3-6, 0-6     |
| 12. | 29 de marzo de 2014   | Miami                | Dura              | Serena Williams      | 5-7, 1-6          |

### Dobles (2)
| Leyenda                              |
| ------------------------------------ |
| Grand Slam (0)                       |
| Juegos Olímpicos (0)                 |
| WTA Tour Championships (0)           |
| WTA Tournament of Champions (0)      |
| Tier I, P. Mandatory & Premier 5 (0) |
| Tier II, Premier (0)                 |
| Tier III & IV, International (2)     |

| N.º | Fecha               | Torneo     | Superficie | Pareja          | Oponentes en la final                | Resultado     |
| --- | ------------------- | ---------- | ---------- | --------------- | ------------------------------------ | ------------- |
| 1.  | 24 de junio de 2000 | Tashkent   | Dura       | Li Ting         | Iroda Tulyaganova Anna Zaporozhanova | 3-6, 6-2, 6-4 |
| 2.  | 24 de junio de 2006 | Birmingham | Hierba     | Jelena Janković | Jill Craybas Liezel Huber            | 6-2, 6-4      |

## Clasificación histórica
| Torneos de Grand Slam         |              |              |              |              |              |              |              |              |              |              |              |              |              |         |         |
| Abierto de Australia          | A            | LQ           | A            | 3R           | 1R           | 4R           | 3R           | A            | SF           | F            | 4R           | F            | G            | 1 / 9   | 34–8    |
| Roland Garros                 | A            | A            | A            | A            | 3R           | 3R           | A            | 4R           | 3R           | G            | 4R           | 2R           | 1R           | 1 / 8   | 20–7    |
| Wimbledon                     | A            | LQ           | A            | A            | CF           | A            | 2R           | 3R           | CF           | 2R           | 2R           | CF           | 3R           | 0 / 8   | 19–8    |
| US Open                       | LQ           | A            | A            | 1R           | 4R           | A            | 4R           | CF           | 1R           | 1R           | 3R           | SF           | A            | 0 / 8   | 17–8    |
| Ganados-Perdidos              | 0–0          | 0–0          | 0–0          | 2–2          | 9–4          | 5–2          | 6–3          | 9–3          | 11–4         | 14–3         | 9–4          | 16-4         | 7-0          | 2 / 29  | 72–23   |
| Juegos Olímpicos              |              |              |              |              |              |              |              |              |              |              |              |              |              |         |         |
| Juegos Olímpicos              | 1R           | NC           | A            | No Celebrado | No Celebrado | No Celebrado | 4th          | No Celebrado | No Celebrado | No Celebrado | 1R           | No Cele      | No Cele      | 0 / 3   | 4–4     |
| Torneos de final de Año       |              |              |              |              |              |              |              |              |              |              |              |              |              |         |         |
| WTA Tour Championships        | A            | A            | A            | A            | A            | A            | A            | A            | A            | RR           | RR           | F            | A            | 0 / 3   | 2–4     |
| Tournament of Champions       | No Clebrado  | No Clebrado  | No Clebrado  | No Clebrado  | No Clebrado  | No Clebrado  | No Clebrado  | A            | CF           | A            | A            | A            | A            | 0 / 1   | 0–1     |
| WTA Premier Mandatory         |              |              |              |              |              |              |              |              |              |              |              |              |              |         |         |
| Indian Wells                  | A            | A            | A            | A            | 4R           | SF           | A            | 4R           | 2R           | 2R           | CF           | A            | A            | 0 / 6   | 13–6    |
| Miami                         | A            | A            | A            | A            | 2R           | CF           | A            | CF           | 2R           | 2R           | CF           | CF           | A            | 0 / 7   | 15–7    |
| Madrid                        | No Celebrado | No Celebrado | No Celebrado | No Celebrado | No Celebrado | No Celebrado | No Celebrado | 2R           | CF           | SF           | CF           | 1R           | A            | 0 / 5   | 11–5    |
| Beijing                       | No Tier I    | No Tier I    | No Tier I    | No Tier I    | No Tier I    | No Tier I    | No Tier I    | 3R           | SF           | 1R           | SF           | CF           | A            | 0 / 5   | 12–5    |
| WTA Premier 5                 |              |              |              |              |              |              |              |              |              |              |              |              |              |         |         |
| Doha                          | NC           | No Tier I    | No Tier I    | No Tier I    | No Tier I    | No Tier I    | SF           | No Celebrado | No Celebrado | NP5          | A            | A            | 3R           | 0 / 2   | 5–2     |
| Roma                          | A            | A            | A            | A            | A            | A            | A            | 1R           | A            | SF           | F            | 3R           | A            | 0 / 4   | 6–3     |
| Toronto/Montreal              | A            | A            | A            | 3R           | 1R           | A            | A            | A            | 3R           | 3R           | F            | SF           | A            | 0 / 6   | 10–6    |
| Cincinnati                    | No Celebrado | No Celebrado | No Tier I    | No Tier I    | No Tier I    | No Tier I    | No Tier I    | A            | 3R           | 3R           | G            | SF           | A            | 1 / 4   | 9–3     |
| Tokio                         | A            | A            | A            | A            | A            | 2R           | 1R           | SF           | A            | A            | 3R           | A            | A            | 0 / 4   | 6–4     |
| WTA Premier                   |              |              |              |              |              |              |              |              |              |              |              |              |              |         |         |
| Dubái                         | NC           | No Tier I    | No Tier I    | No Tier I    | No Tier I    | No Tier I    | No Tier I    | 1R           | CF           | 2R           | NP5          | A            | A            | 0 / 3   | 2–3     |
| Torneos Tier I Antes del 2009 |              |              |              |              |              |              |              |              |              |              |              |              |              |         |         |
| Charleston                    | A            | A            | A            | A            | A            | 3R           | A            | No Celebrado | No Celebrado | No Celebrado | No Celebrado | No Celebrado | No Celebrado | 0 / 1   | 1–1     |
| Berlín                        | A            | A            | A            | A            | SF           | 2R           | A            | No Celebrado | No Celebrado | No Celebrado | No Celebrado | No Celebrado | No Celebrado | 0 / 2   | 5–2     |
| Moscú                         | A            | A            | A            | A            | 1R           | A            | 1R           | No Celebrado | No Celebrado | No Celebrado | No Celebrado | No Celebrado | No Celebrado | 0 / 2   | 0–2     |
| Estadísticas                  | 2000         | 2001         | 2004         | 2005         | 2006         | 2007         | 2008         | 2009         | 2010         | 2011         | 2012         | 2013         | 2014         |         |         |
| Títulos                       | 0            | 0            | 1            | 0            | 0            | 0            | 1            | 0            | 1            | 2            | 1            | 1            | 2            | 9       | 9       |
| Finales                       | 0            | 0            | 1            | 1            | 1            | 0            | 1            | 2            | 1            | 3            | 4            | 4            | 2            | 20      | 20      |
| Victorias-Derrotas            | 1–3          | 0–1          | 6–1          | 23–14        | 40–21        | 23–13        | 29–15        | 35–16        | 36–20        | 32–17        | 42–17        | 44–14        | 12-0         | 487–181 | 487–181 |
| Victorias %                   | 25%          | 0%           | 86%          | 62%          | 66%          | 64%          | 66%          | 69%          | 64%          | 65%          | 74%          | 76%          | 100%         | 72.90%  | 72.90%  |
| Ranking de Fin de Año         | 134          | 303          | 80           | 57           | 21           | 29           | 23           | 15           | 11           | 5            | 7            | 3            |              |         |         |

- A = No participó en el Torneo
- Q = Perdió en la clasificación

- Su récord de individuales en el Circuito de la ITF es 146-25.
- Su récord en las Clasificaciones es 18-4.
- Si se contabilizara su participación en el circuito de la ITF incluido las Rondas de Clasificación, su Récord de Victorias y Derrotas sería 414–160 (72.13%). (2012/7/16)